# Khao Lak
Pour les articles ayant des titres homophones, voir Kaolack (homonymie) et Kaolak (rivière).

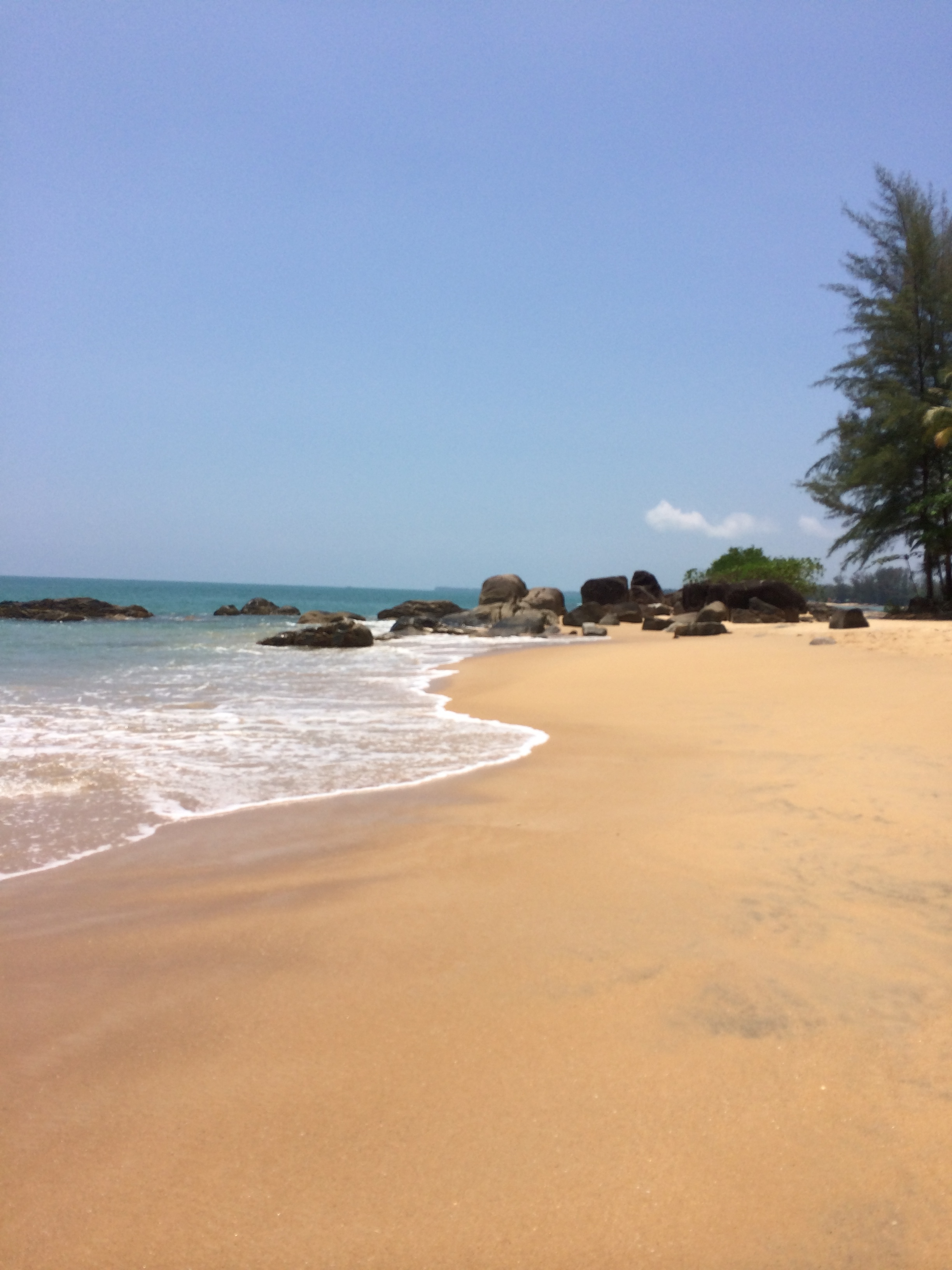
Plage de Khuekkhak à Khao Lak

Khao Lak (thaï : เขาหลัก) est un regroupement de villages le long de la Phetkasem Road (la route nationale 4 thaïlandaise, qui va de Bangkok à la ville frontalière de Sadao), situé dans la province de Phang Nga, district de Takua Pa au bord de la mer d'Andaman au sud de la Thaïlande. C'est un lieu de villégiature balnéaire s'étendant sur une vingtaine de kilomètres.
Khao Lak est approximativement situé à 60 kilomètres au nord du pont Sarasin qui relie Ko Phuket au continent, et à 74 kilomètres de l'Aéroport International de Phuket. La station balnéaire est desservie par bus, par taxi ou par « transfert » des hôtels depuis l'aéroport via la route nationale 4.
Le nom de Khao Lak vient de la création du Parc national de Khao Lak-Lam Ru en 1991 qui occupe 150 kilomètres carrés et qui entoure les installations touristiques développées sur les kilomètres de plages.
Le site est une destination touristique populaire en raison de la beauté de ses plages, de son parc national, de son ambiance calme et en tant que point d'accès vers le parc national des îles Similan et le parc national des îles Surin à partir de l'embarcadère de Thap Lamu.
Khao Lak a été pratiquement totalement détruit par le Tsunami du 26 décembre 2004. C'est le site où se déroule le film The Impossible, sorti en 2012, relatant les événements liés à cette catastrophe. Un mémorial situé au bord de la route nationale 4 et un musée du Tsunami rappellent ce que la région a enduré. Depuis ce drame, la majeure partie du paysage a été reconstruite mais il reste des traces visibles du douloureux évènement.

## Galeries de photographies

Plages de Khao Lak
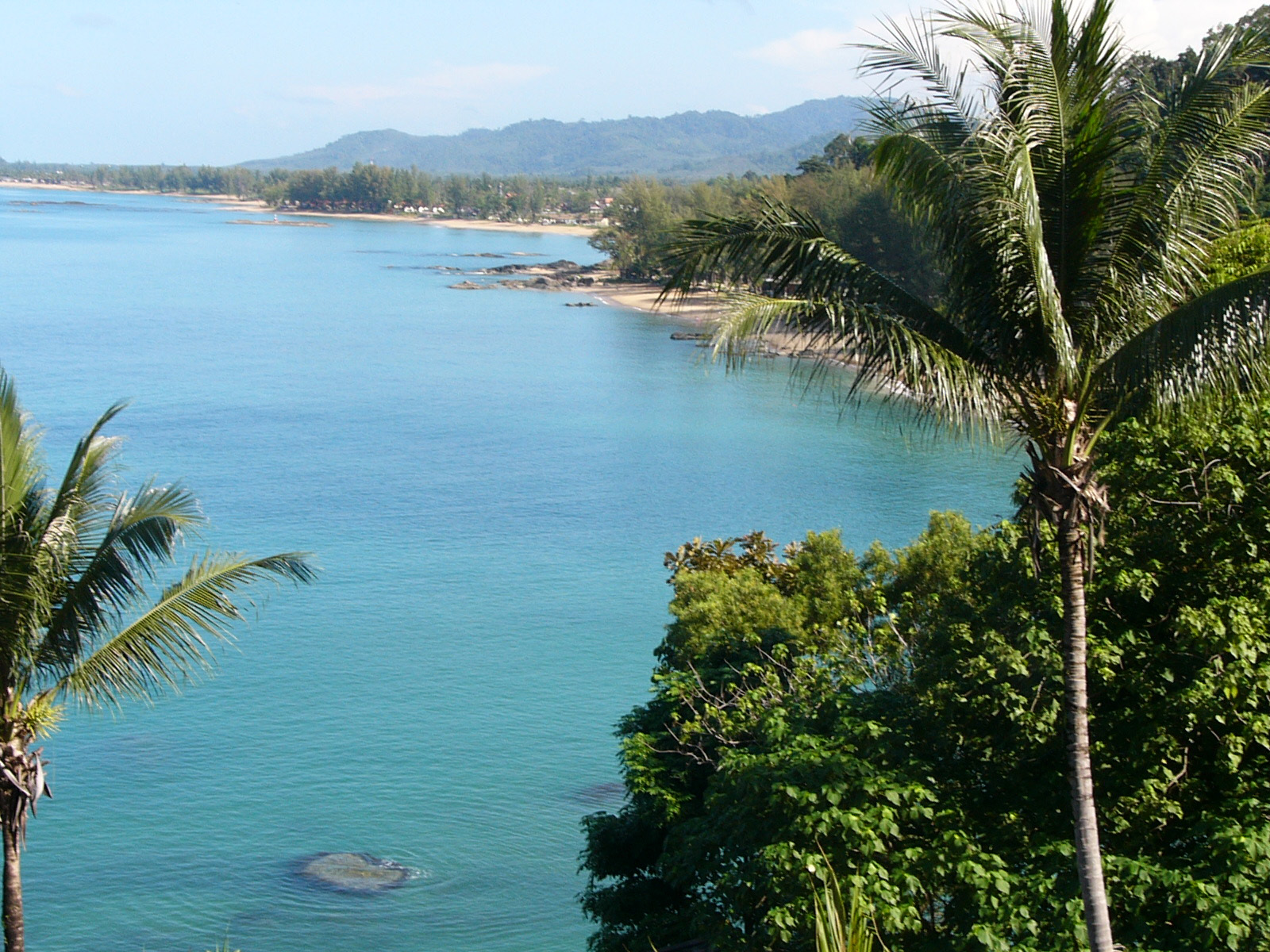
Littoral de Khao Lak
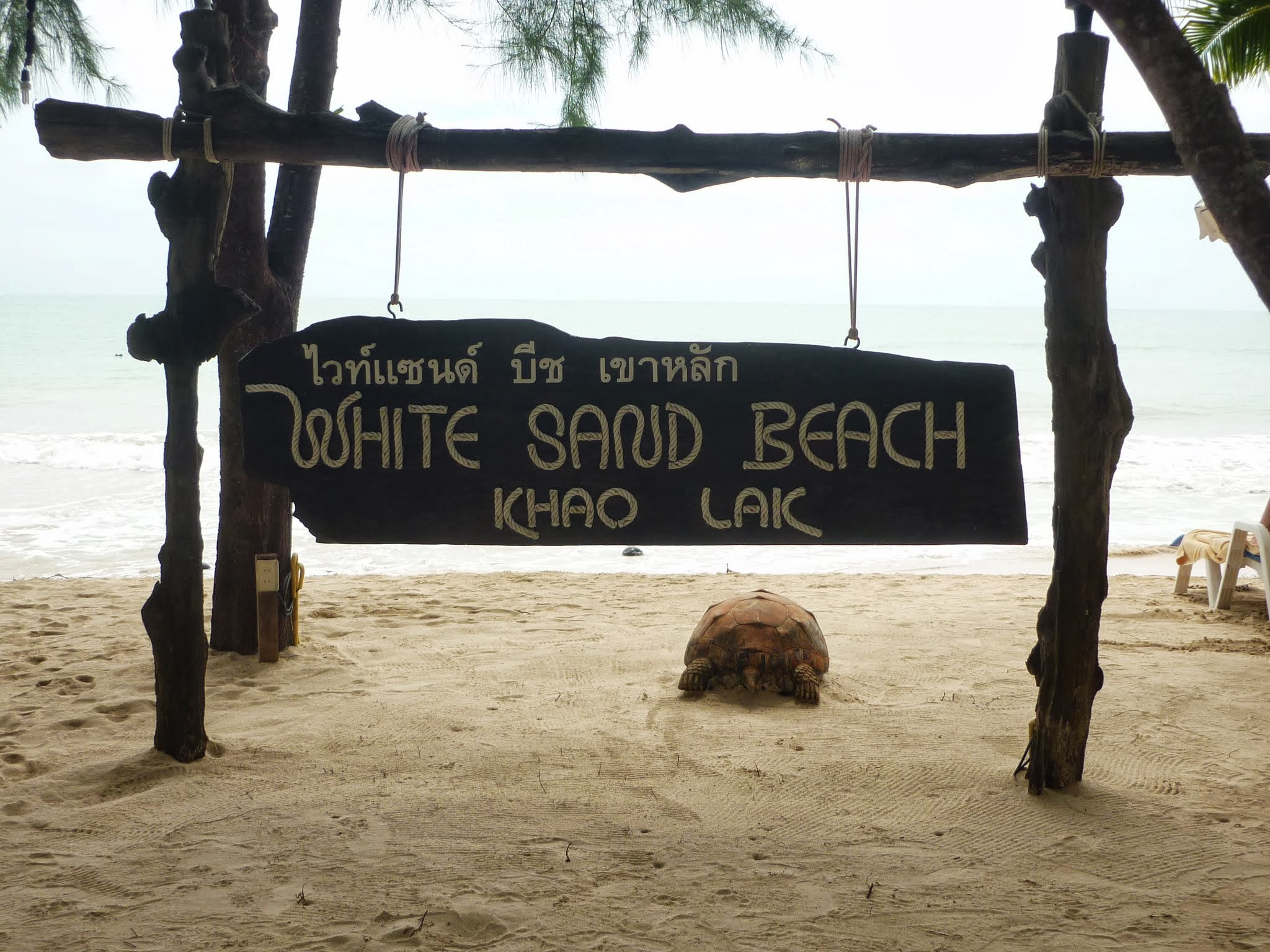
Plage de sable blanc
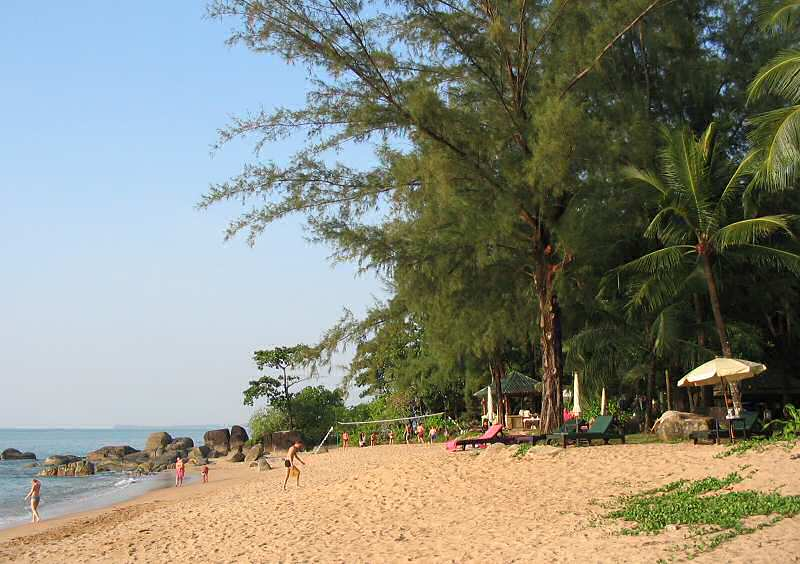
Plage et jeux
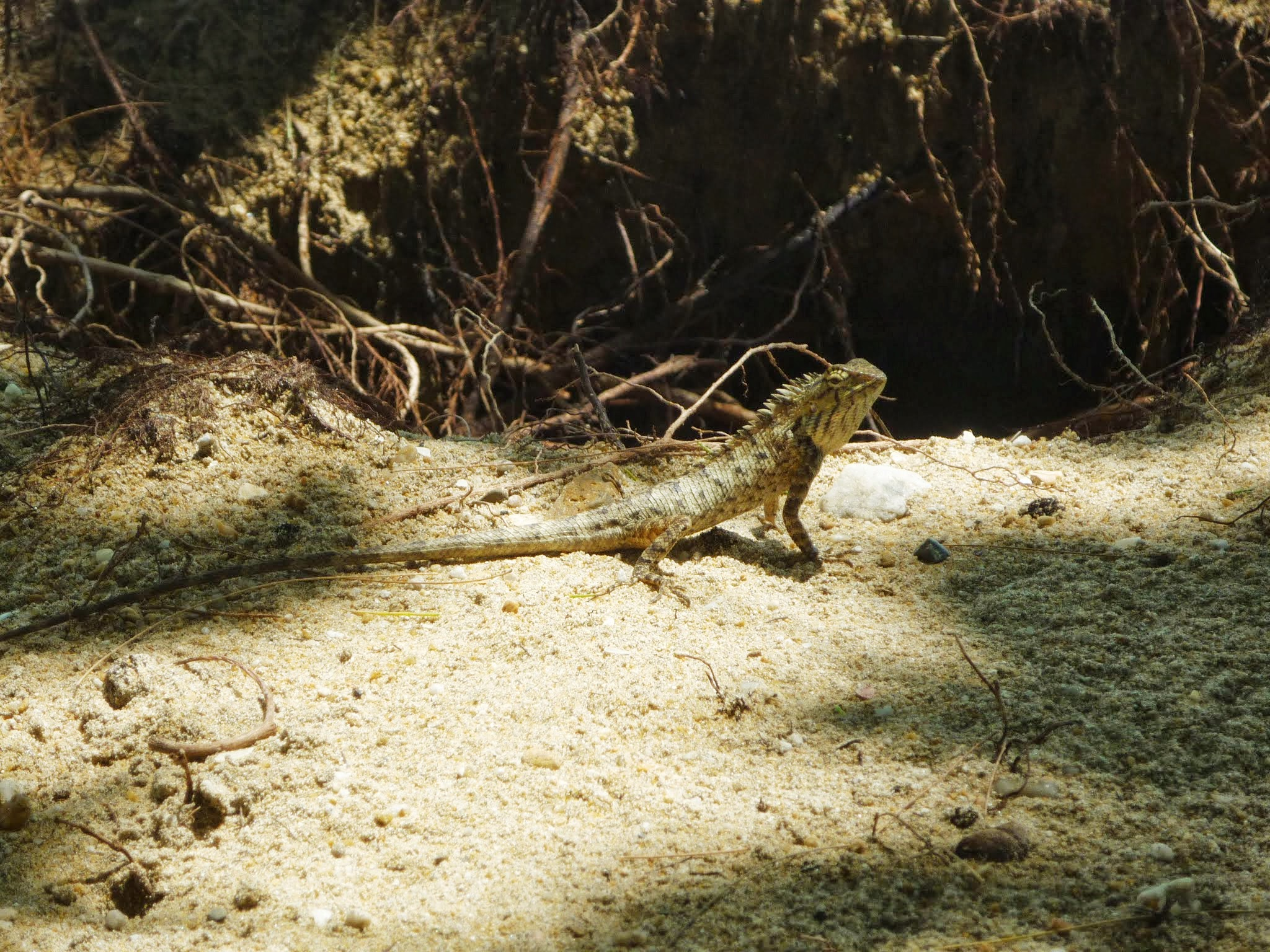
Agamidae
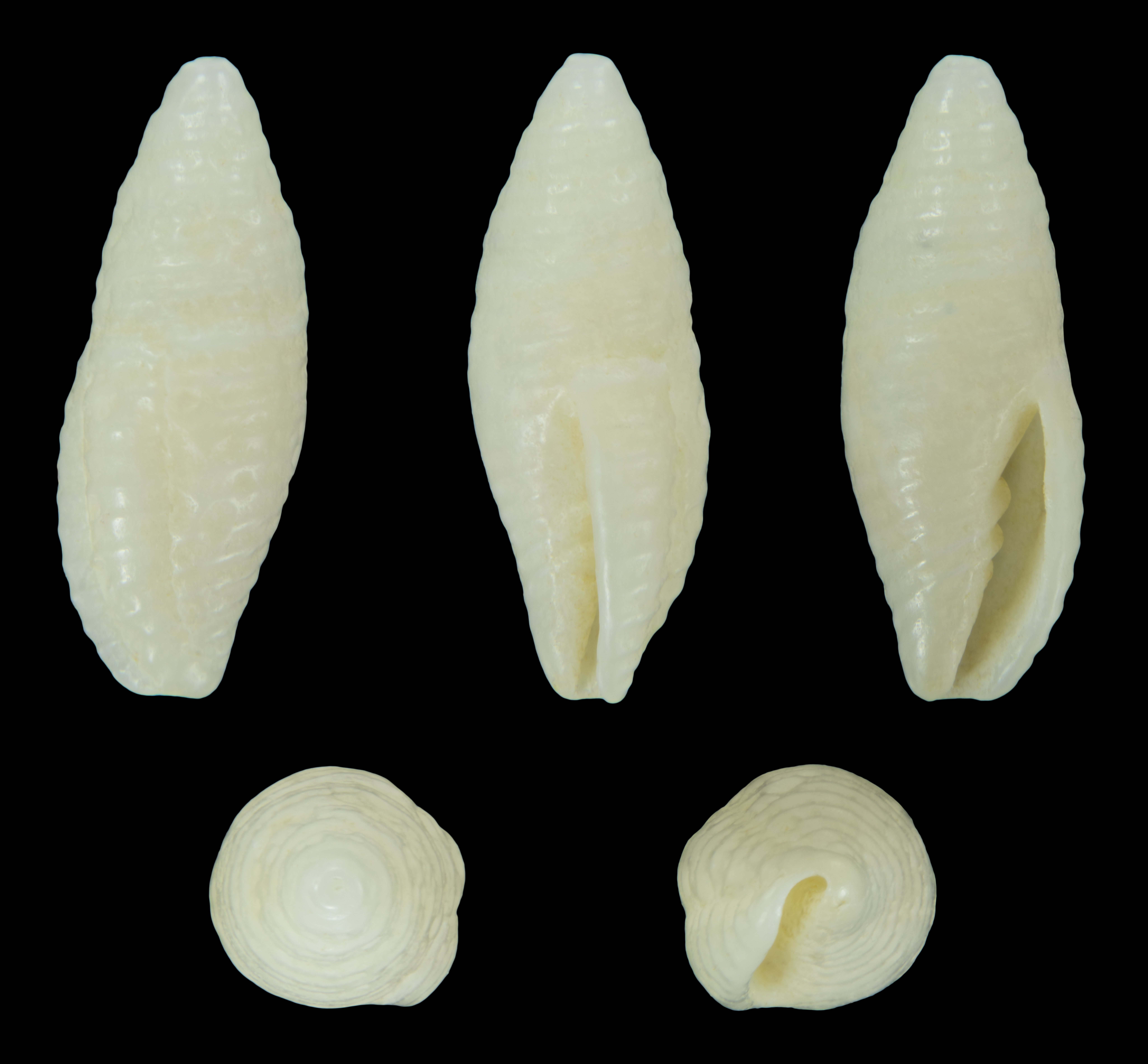
Acromargarita
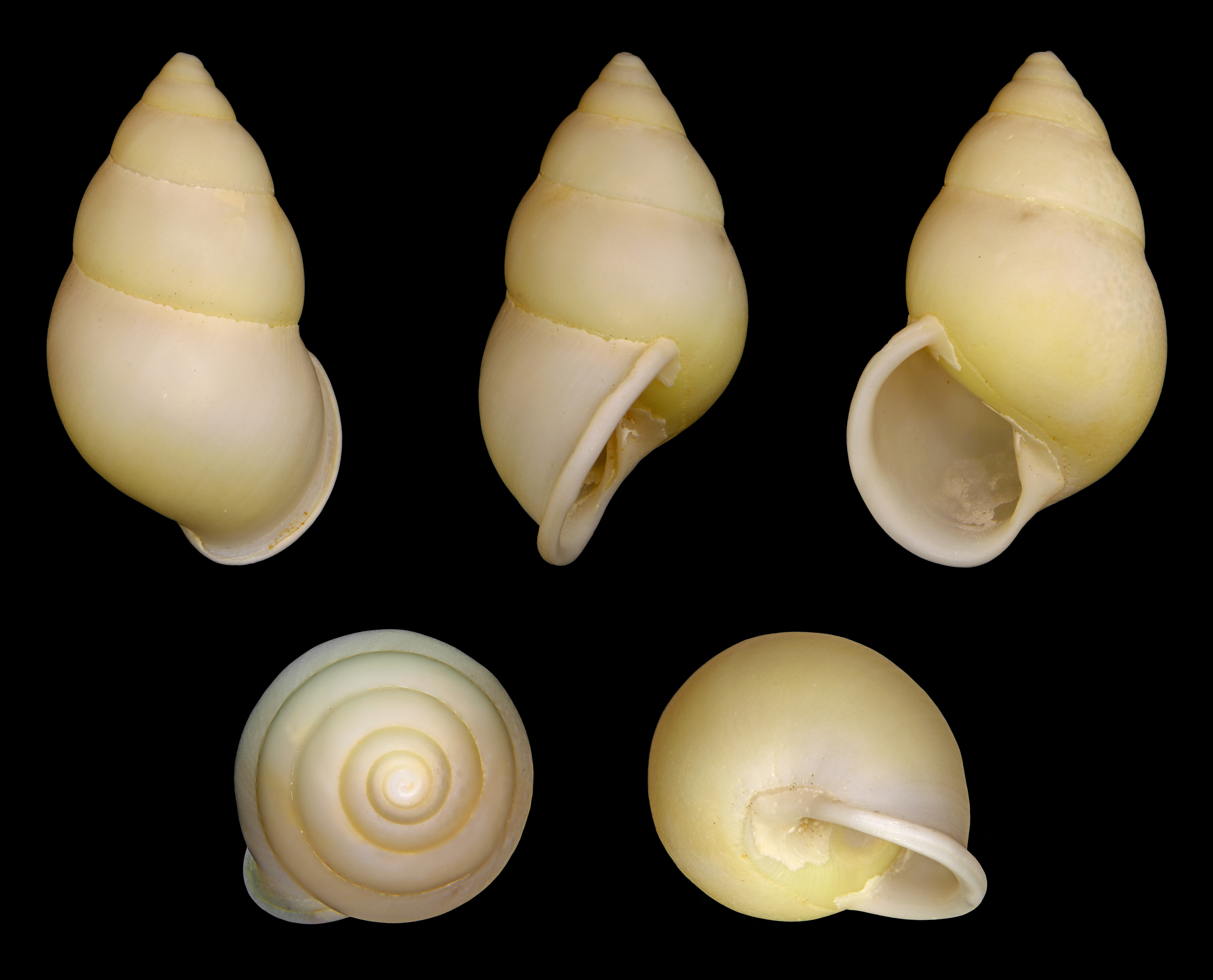
Amphidromus atricallosus leucoxanthus
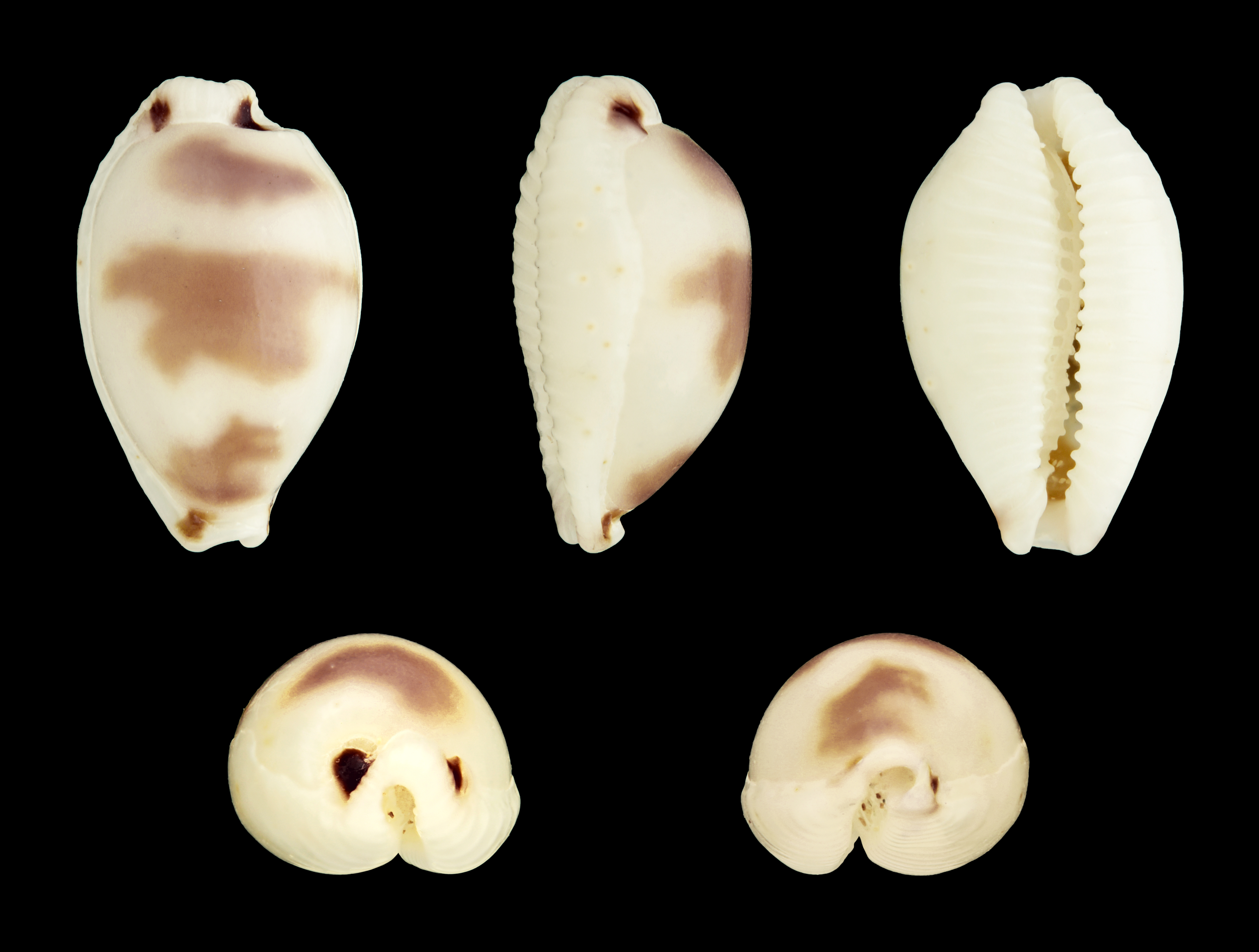
Bistolida ursellus
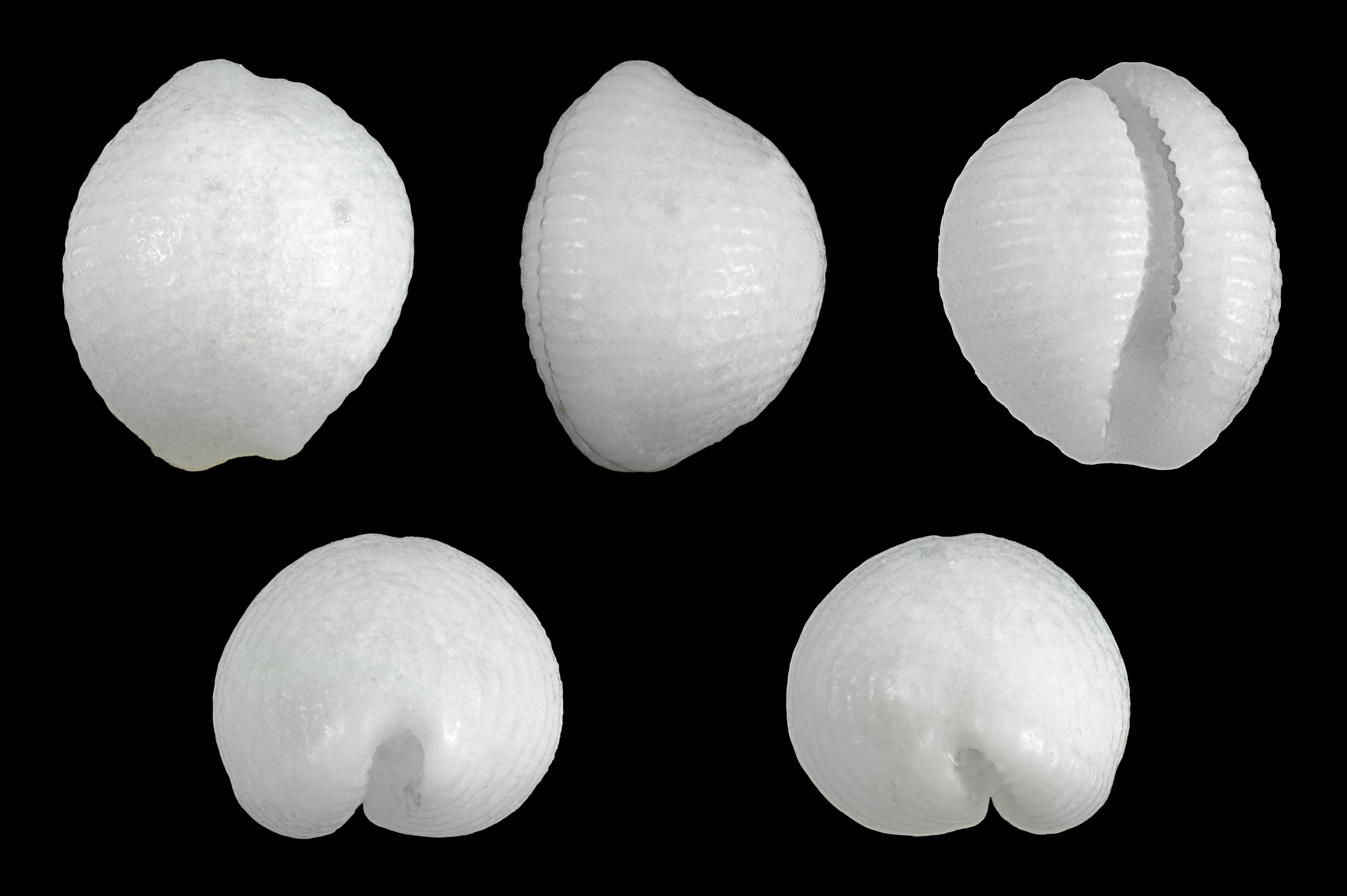
Cleotrivia brevissima
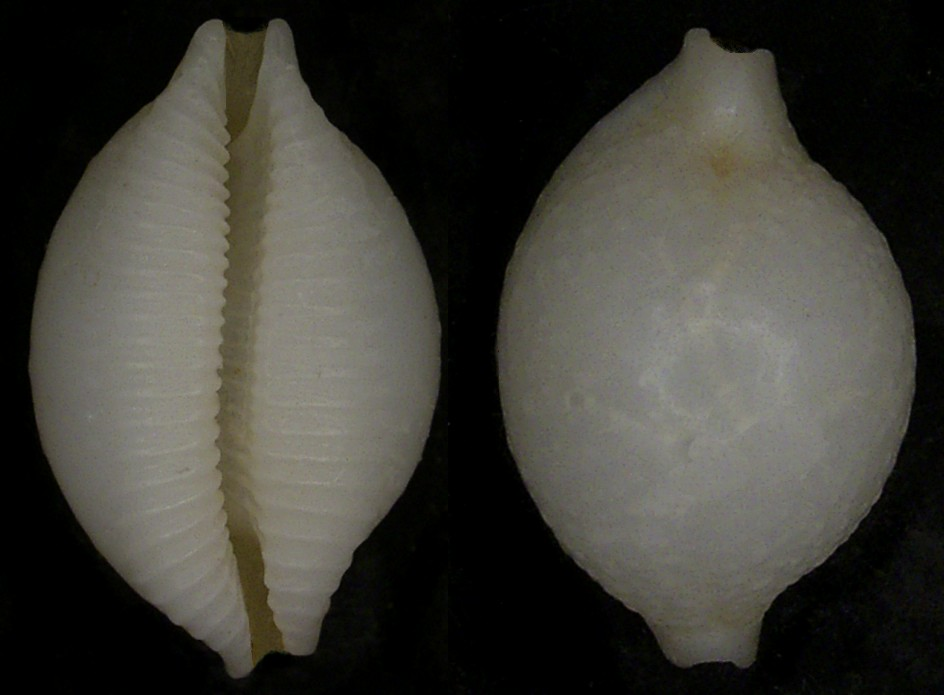
Cypraea cicercula
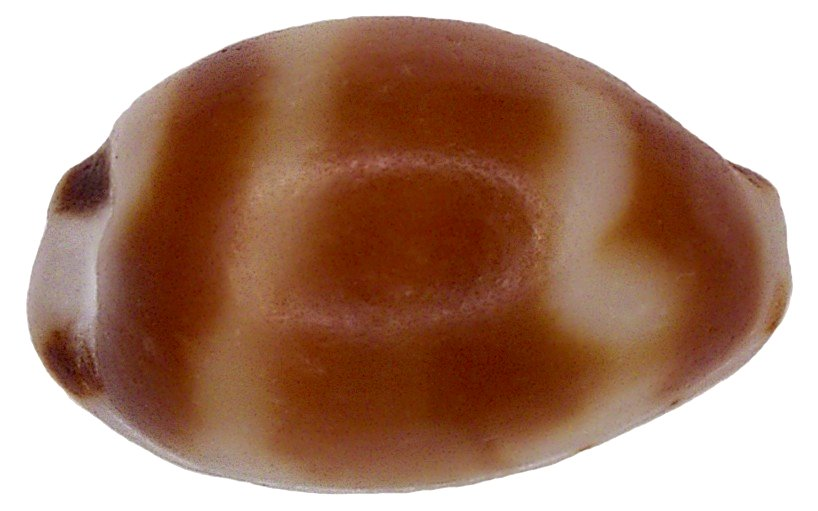
Cypraea kieneri
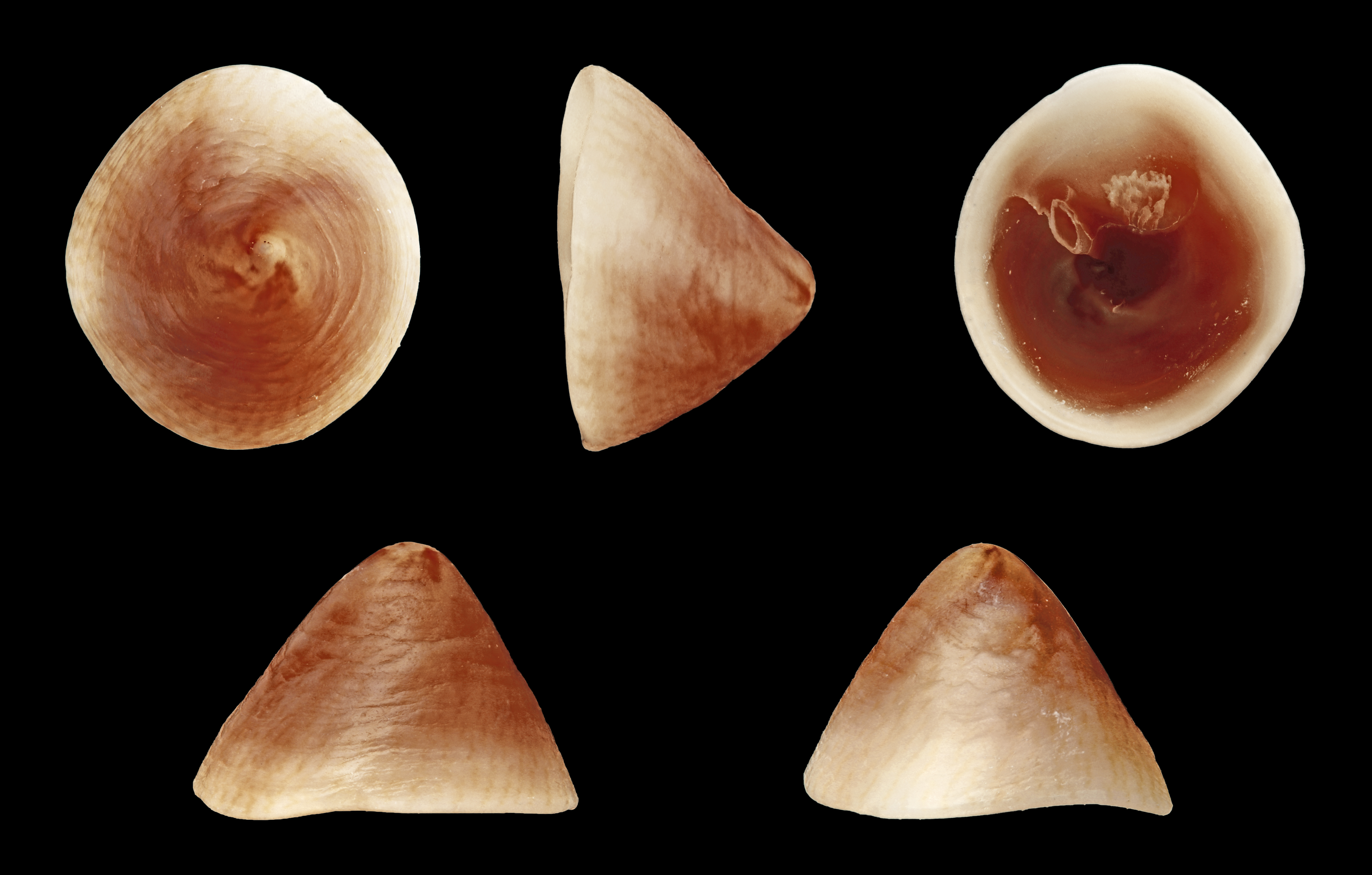
Desmaulus extinctorium
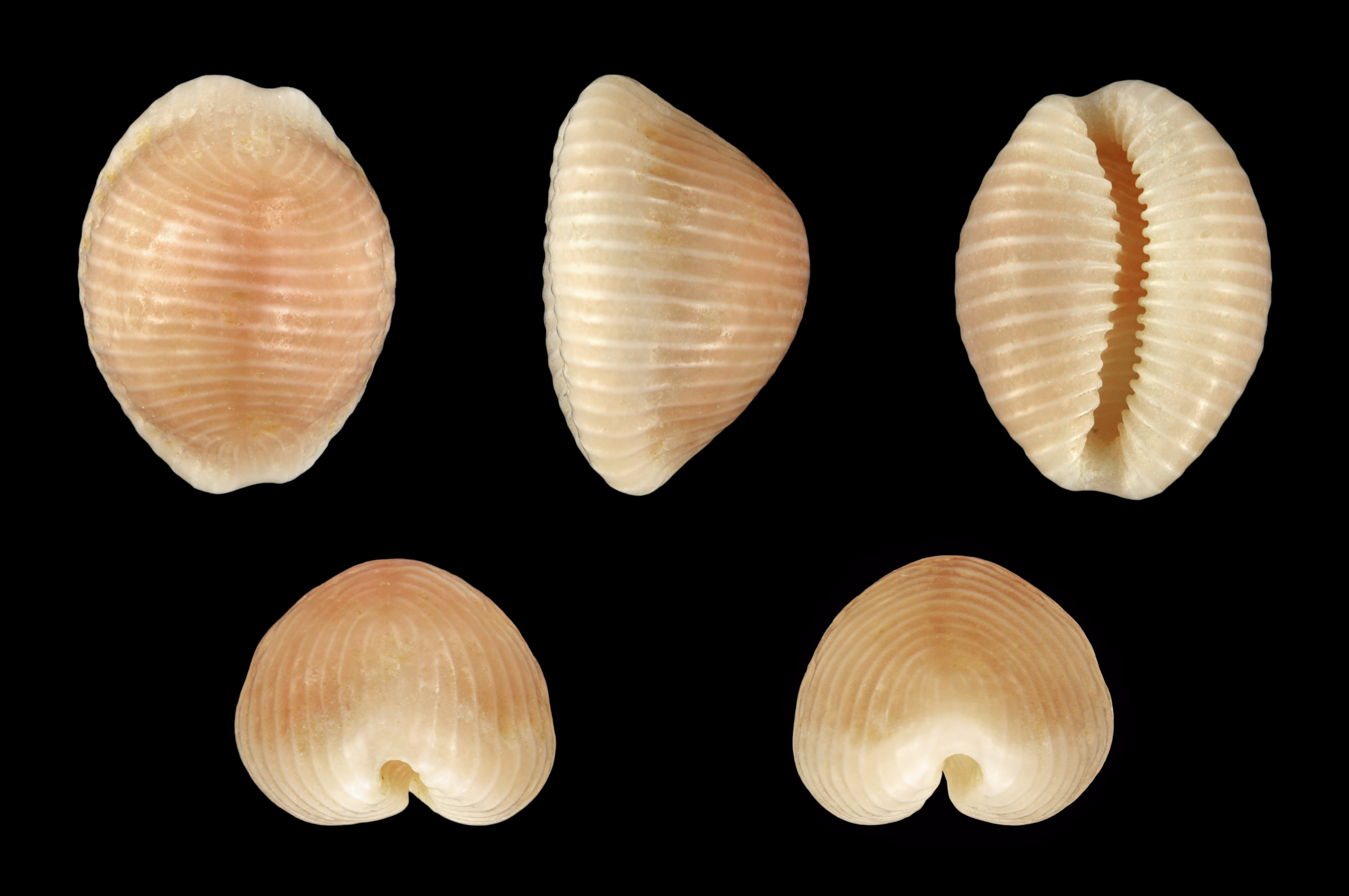
Dolichupis rubinicolor
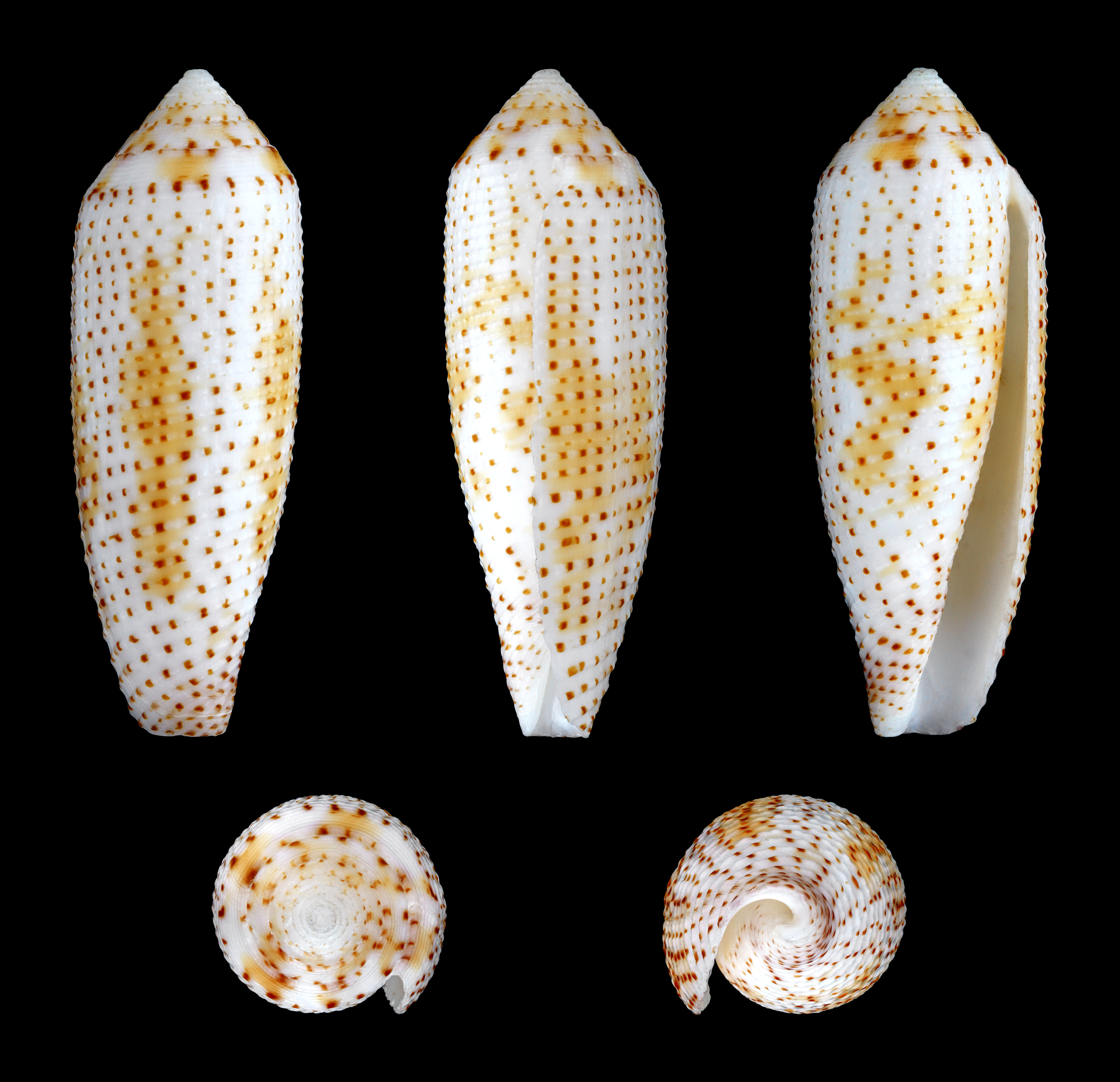
Hermes nussatella
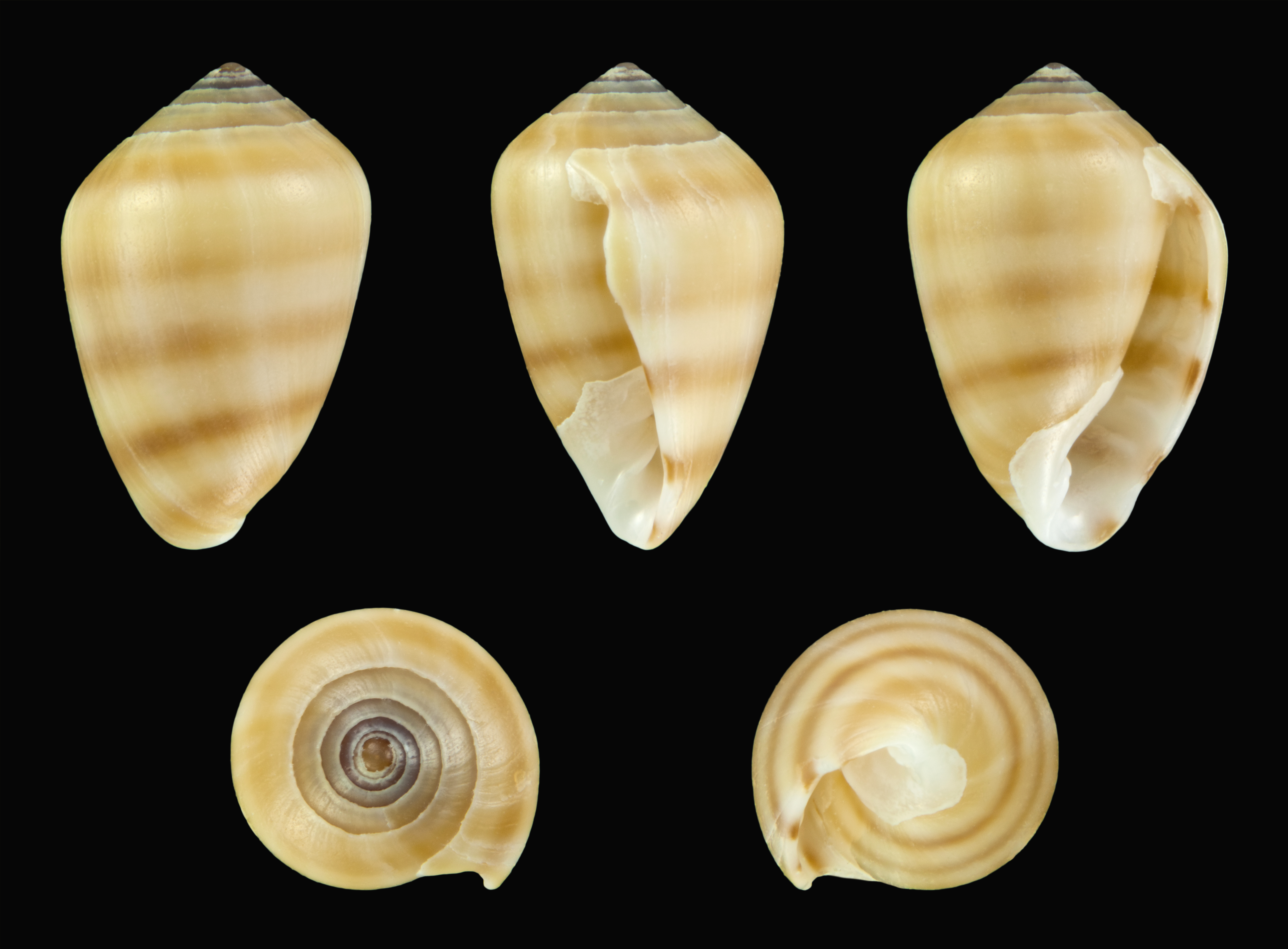
Melampus flavus
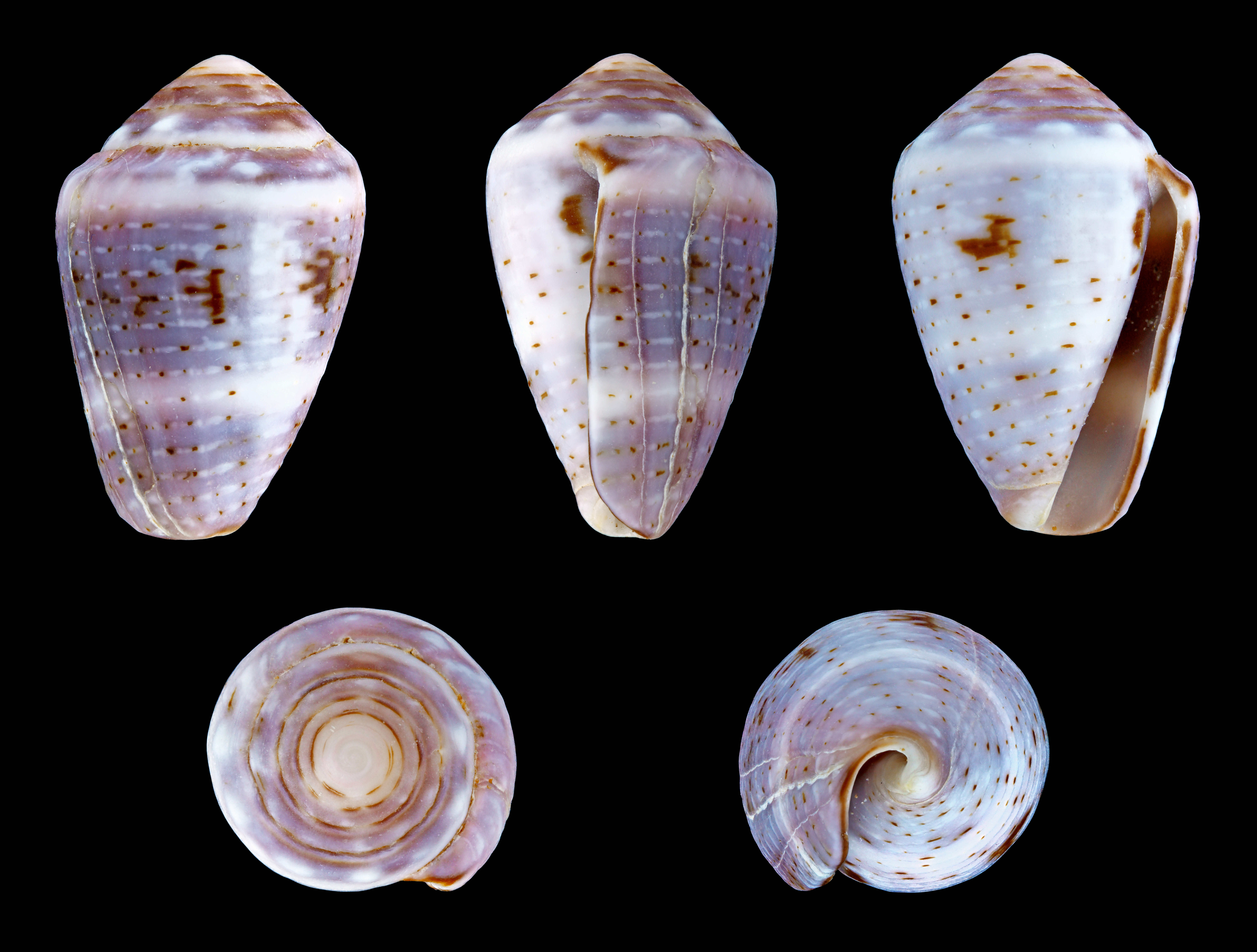
Miliariconus coronatus
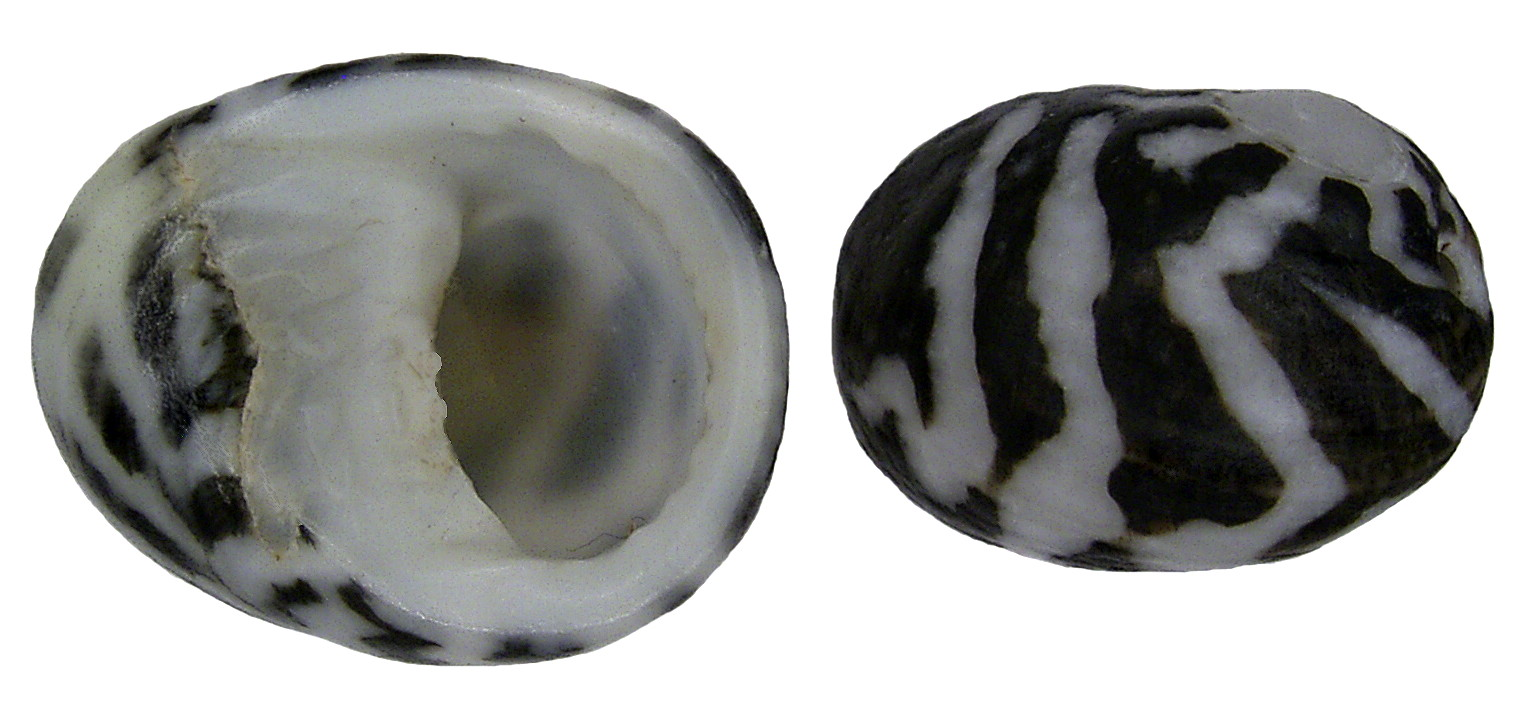
Nerita chamaeleon
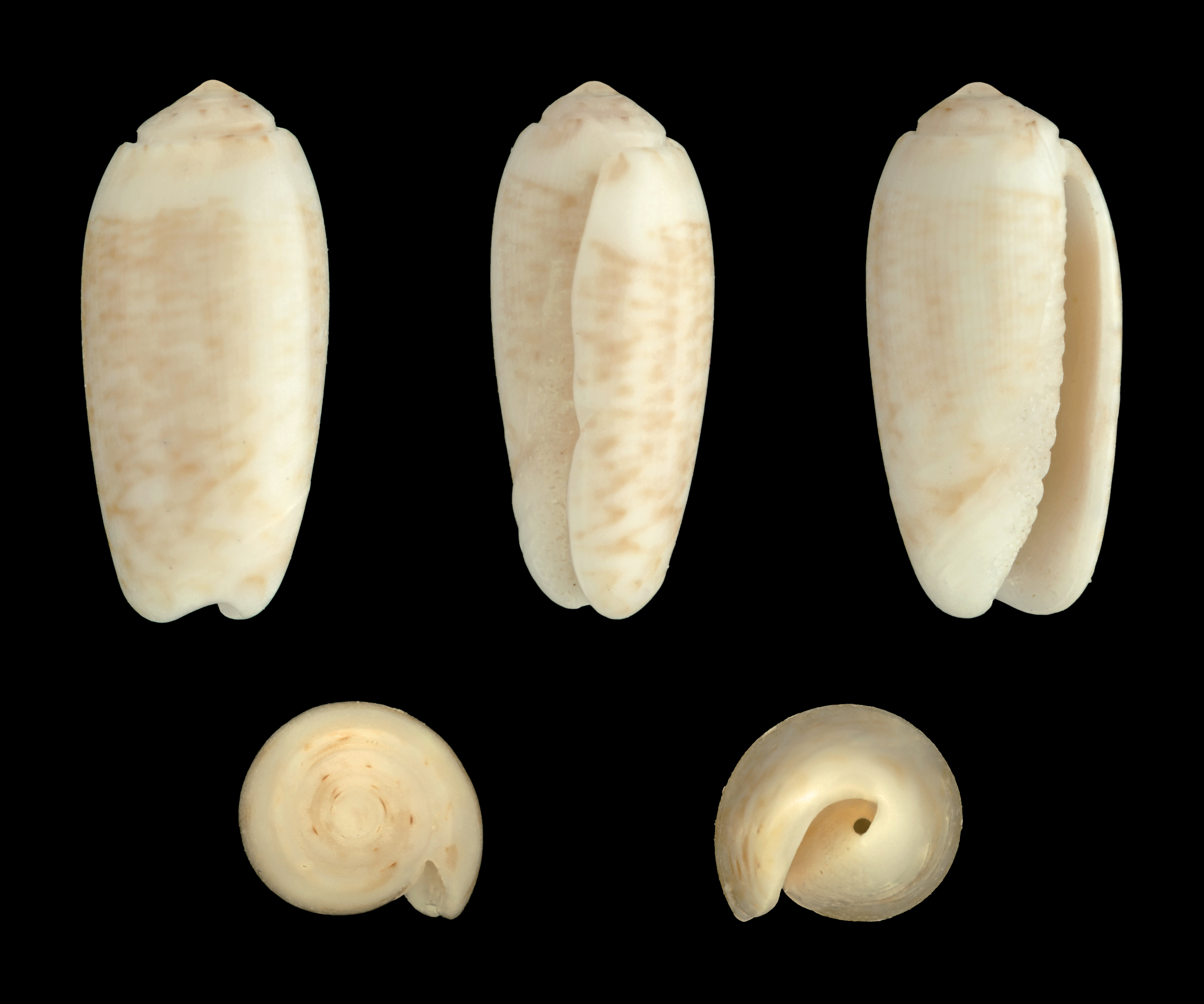
Oliva Carneola
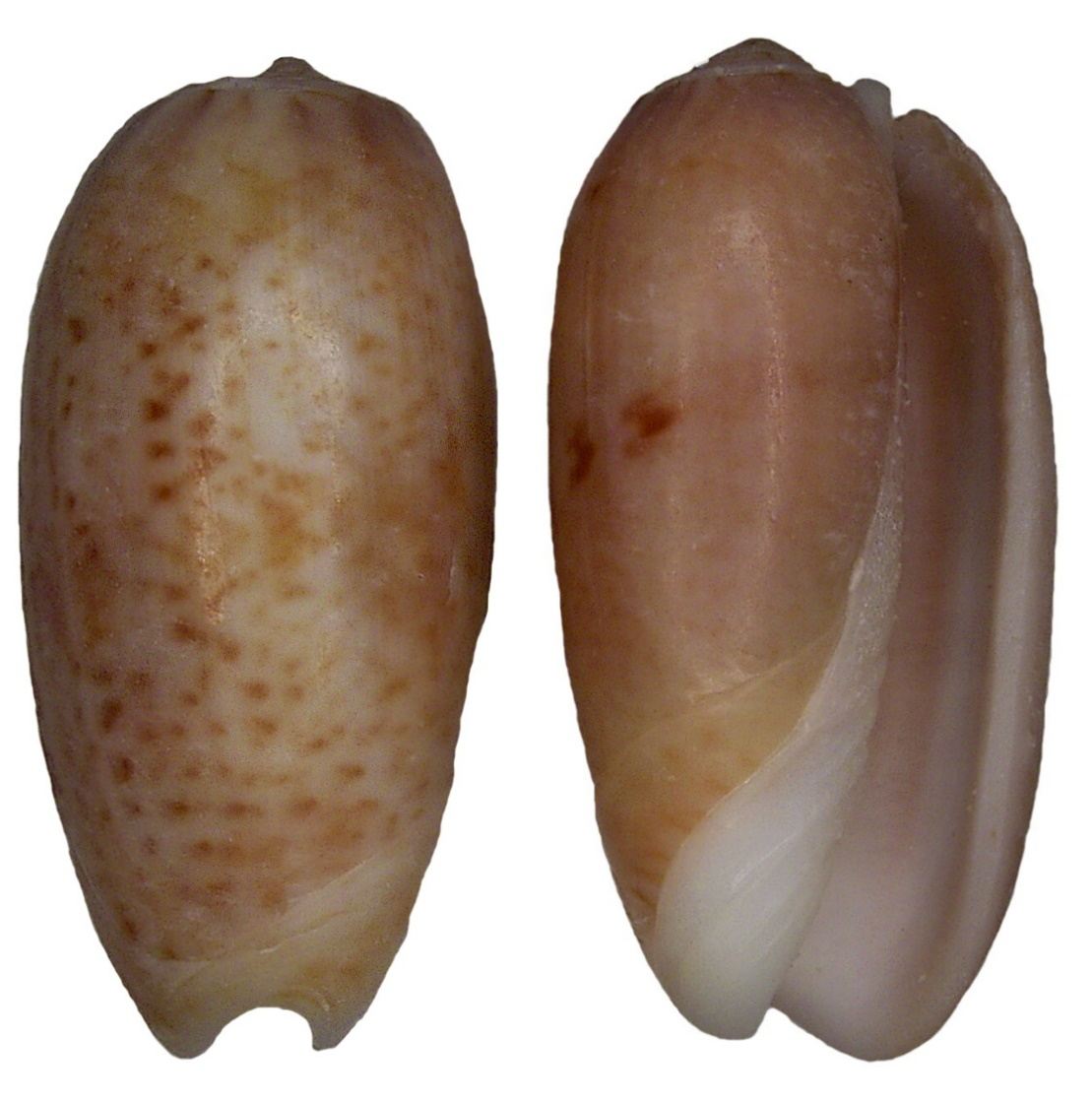
Oliva vidua
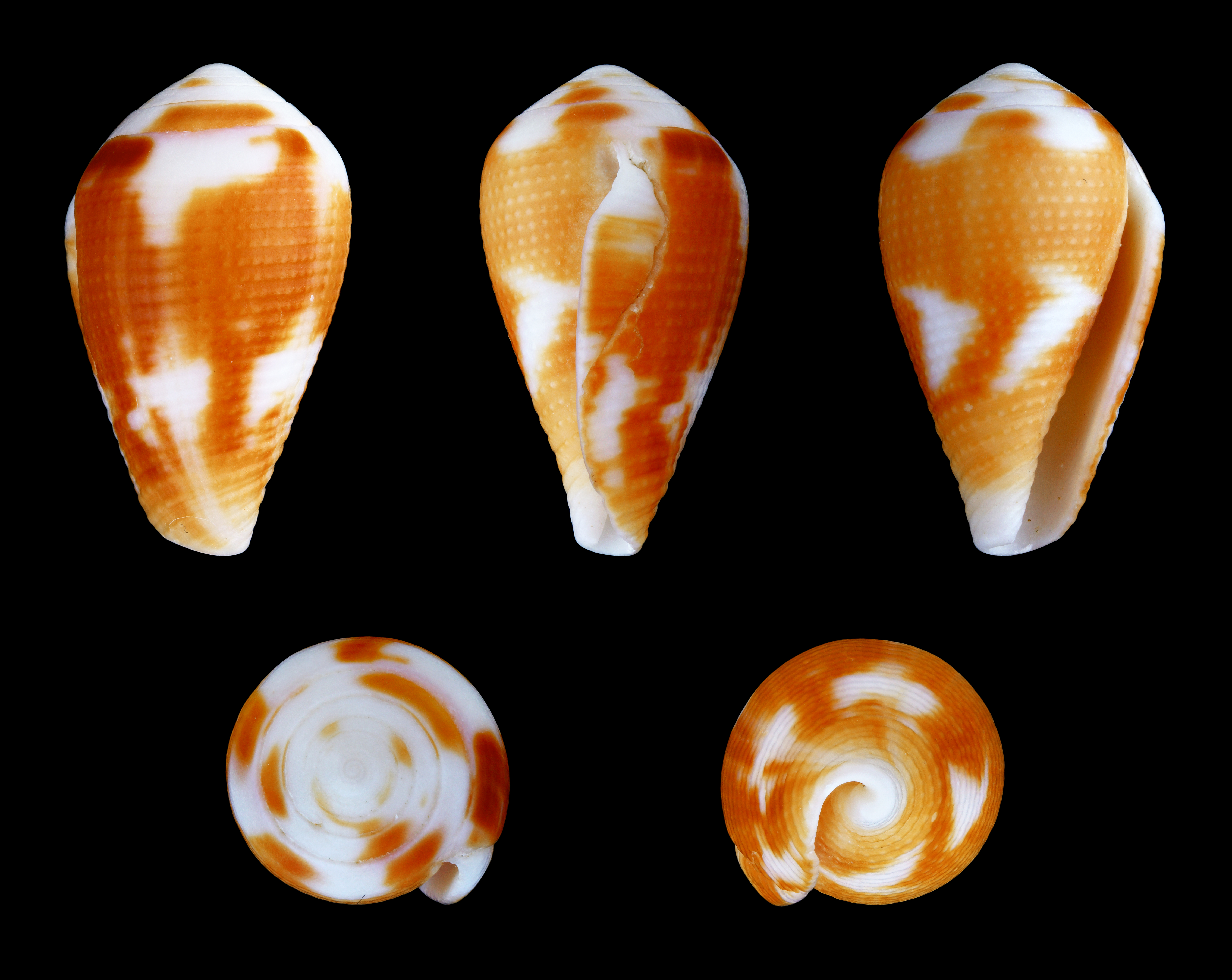
Pionoconus catus
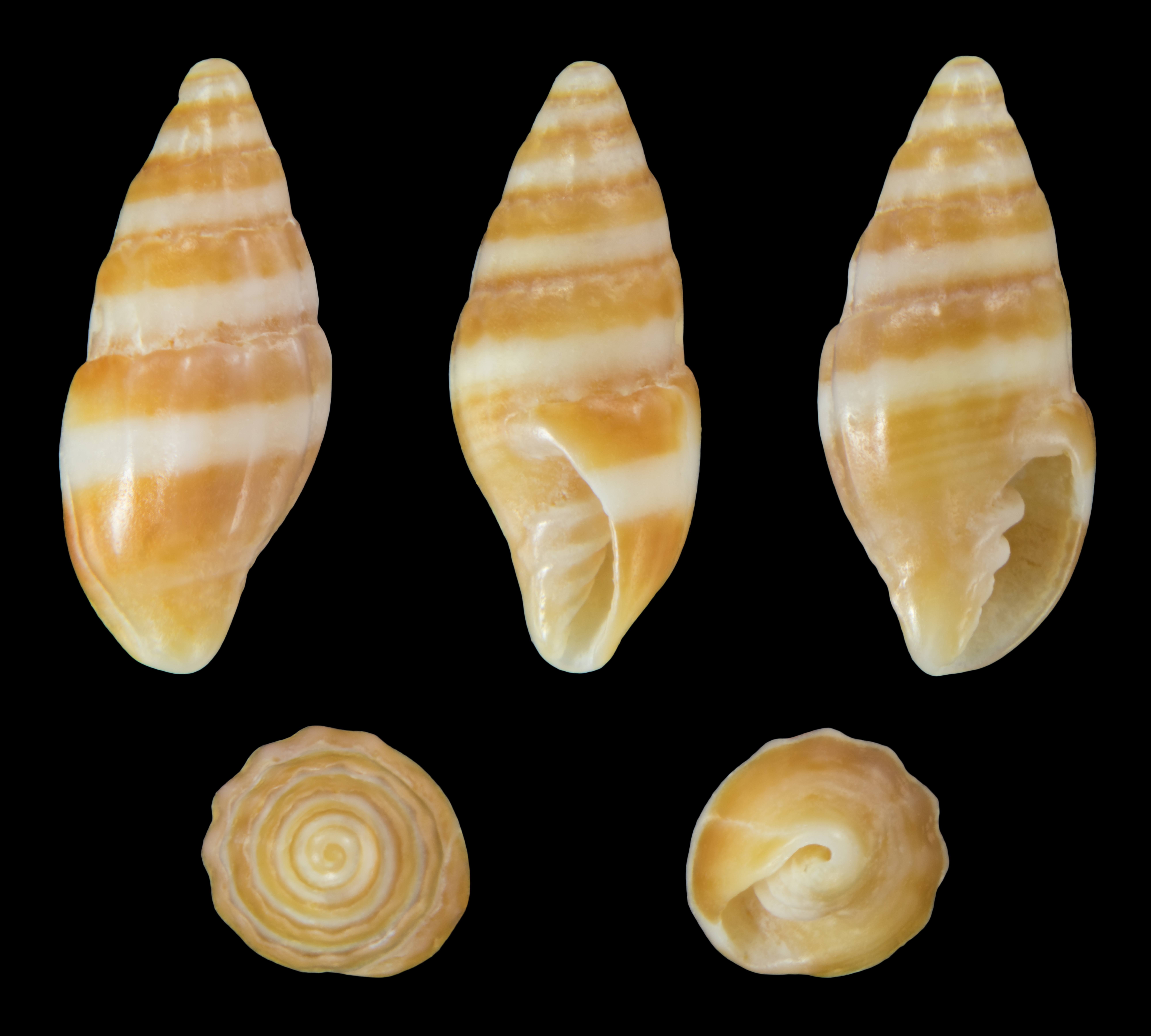
Protoelongata bilineata
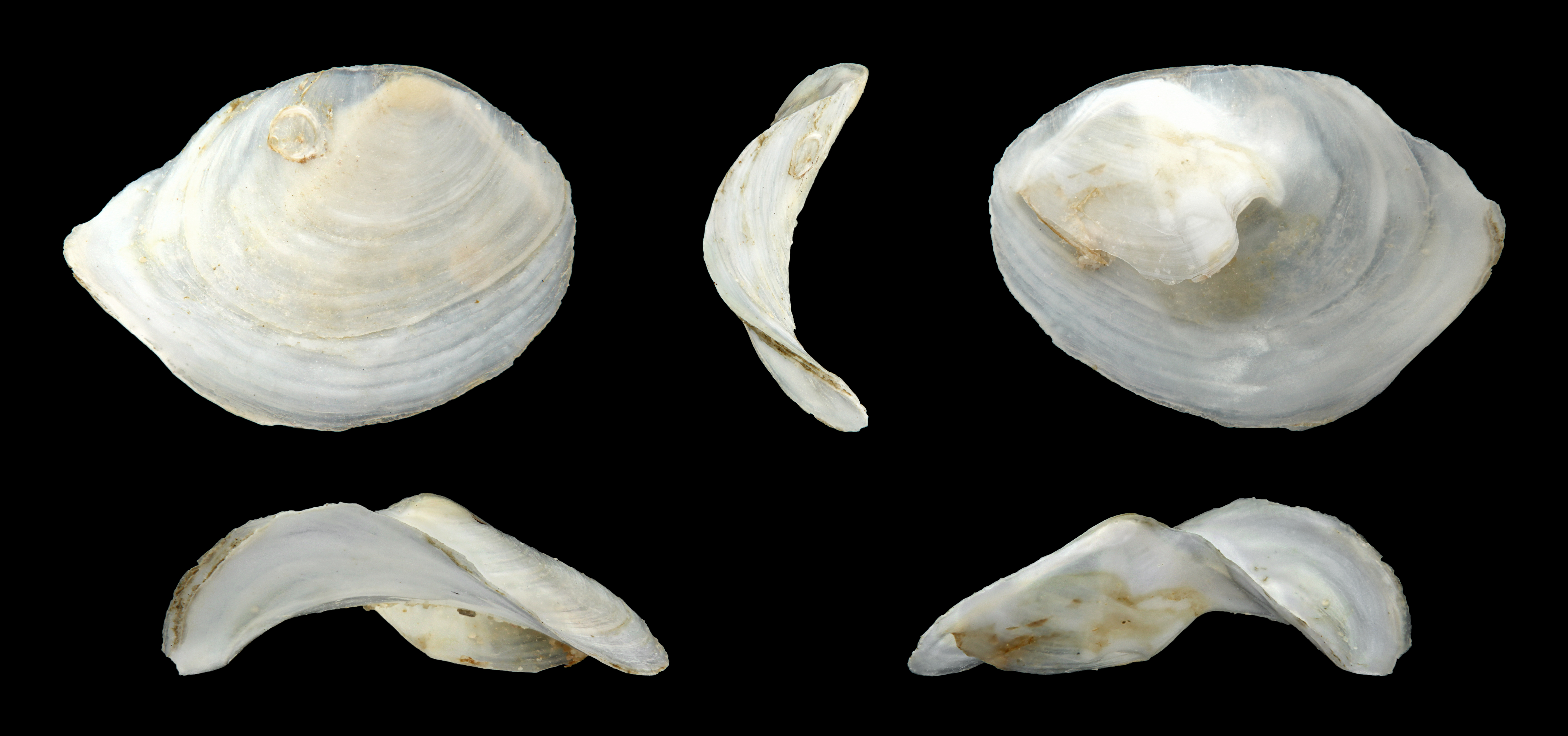
Siphopatella walshi
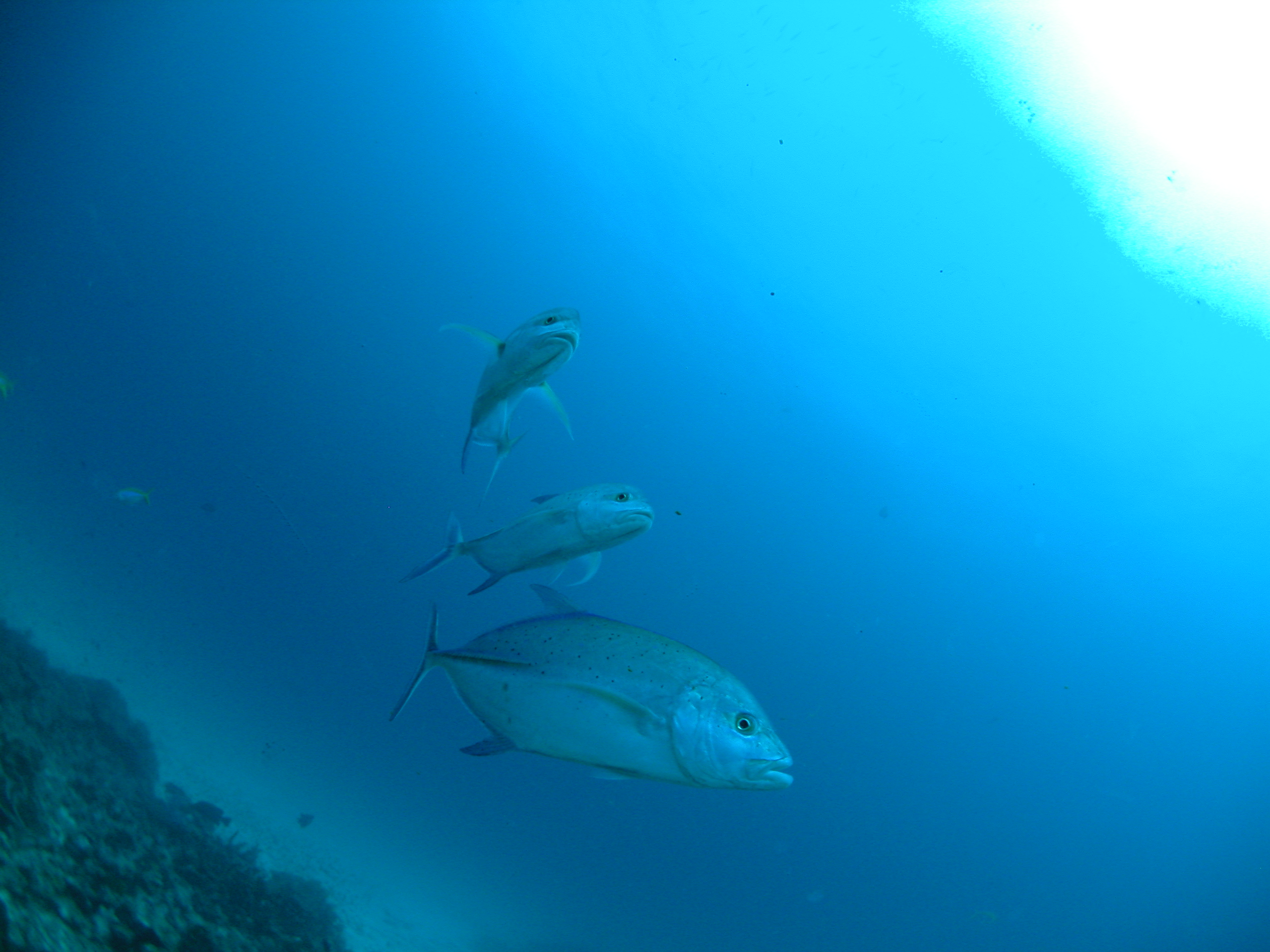
Carangue bleue Caranx melampygus
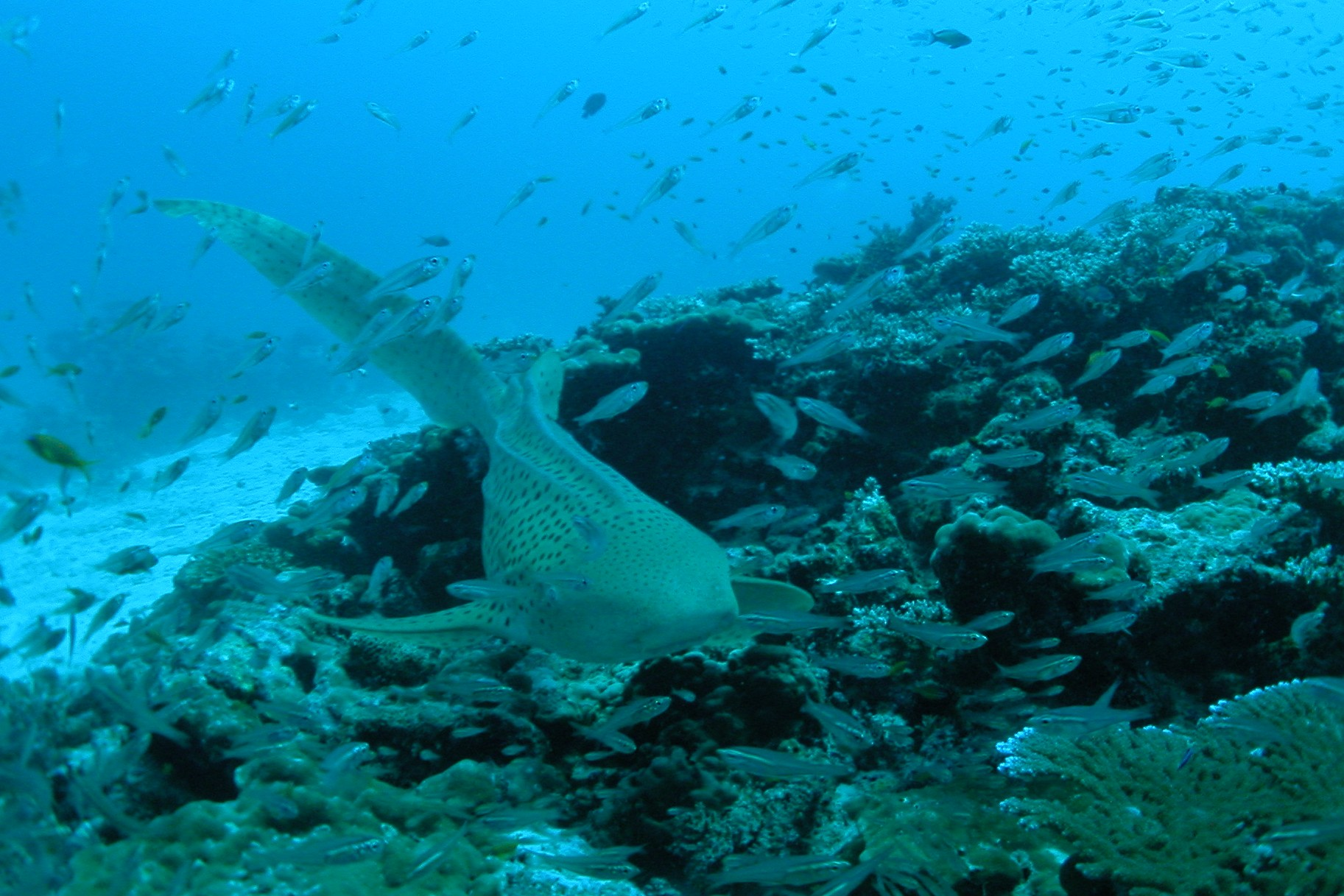
Requin léopard Stegostoma fasciatum

Nature à Khao Lak
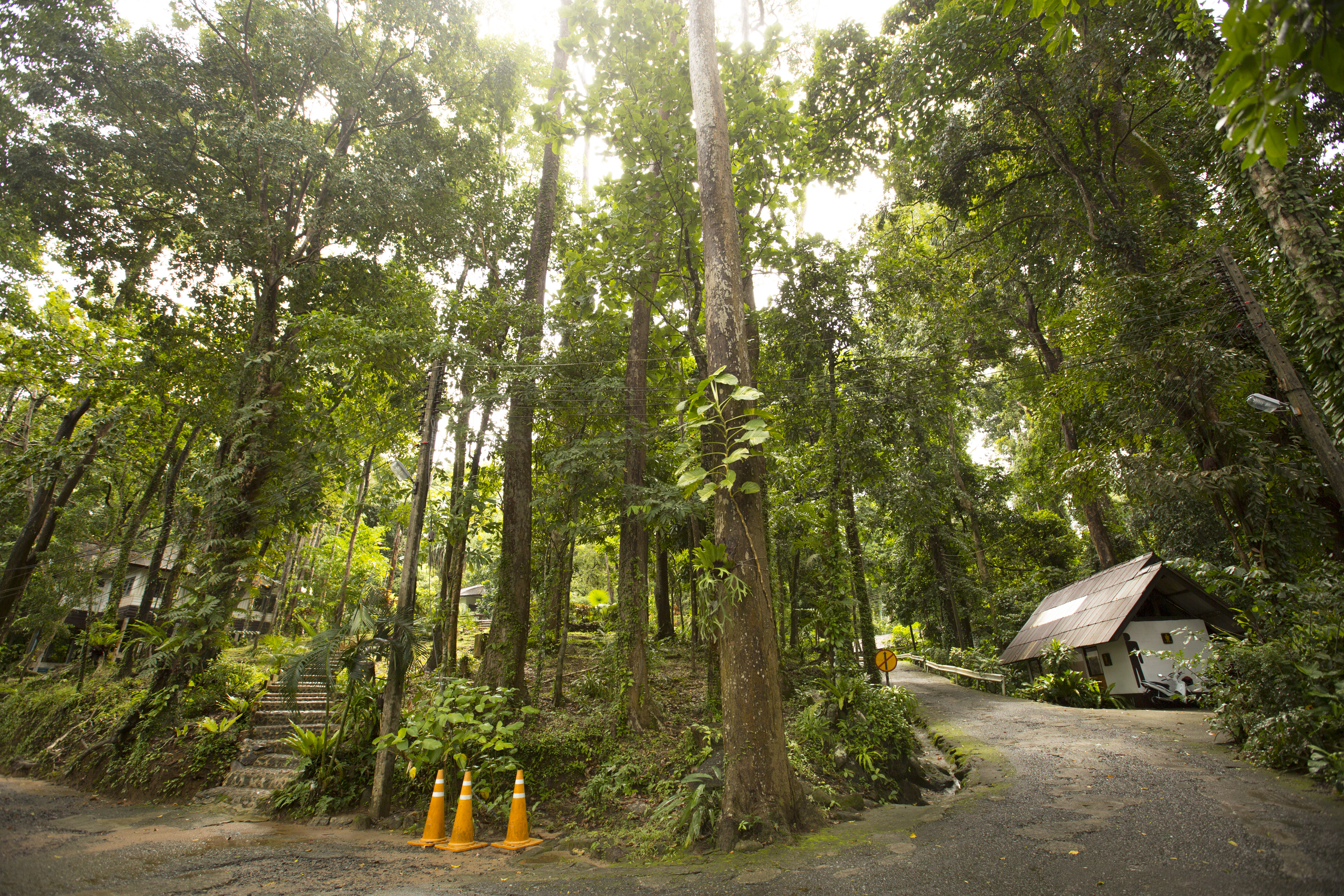
Parc national de Khao Lak-Lam Ru
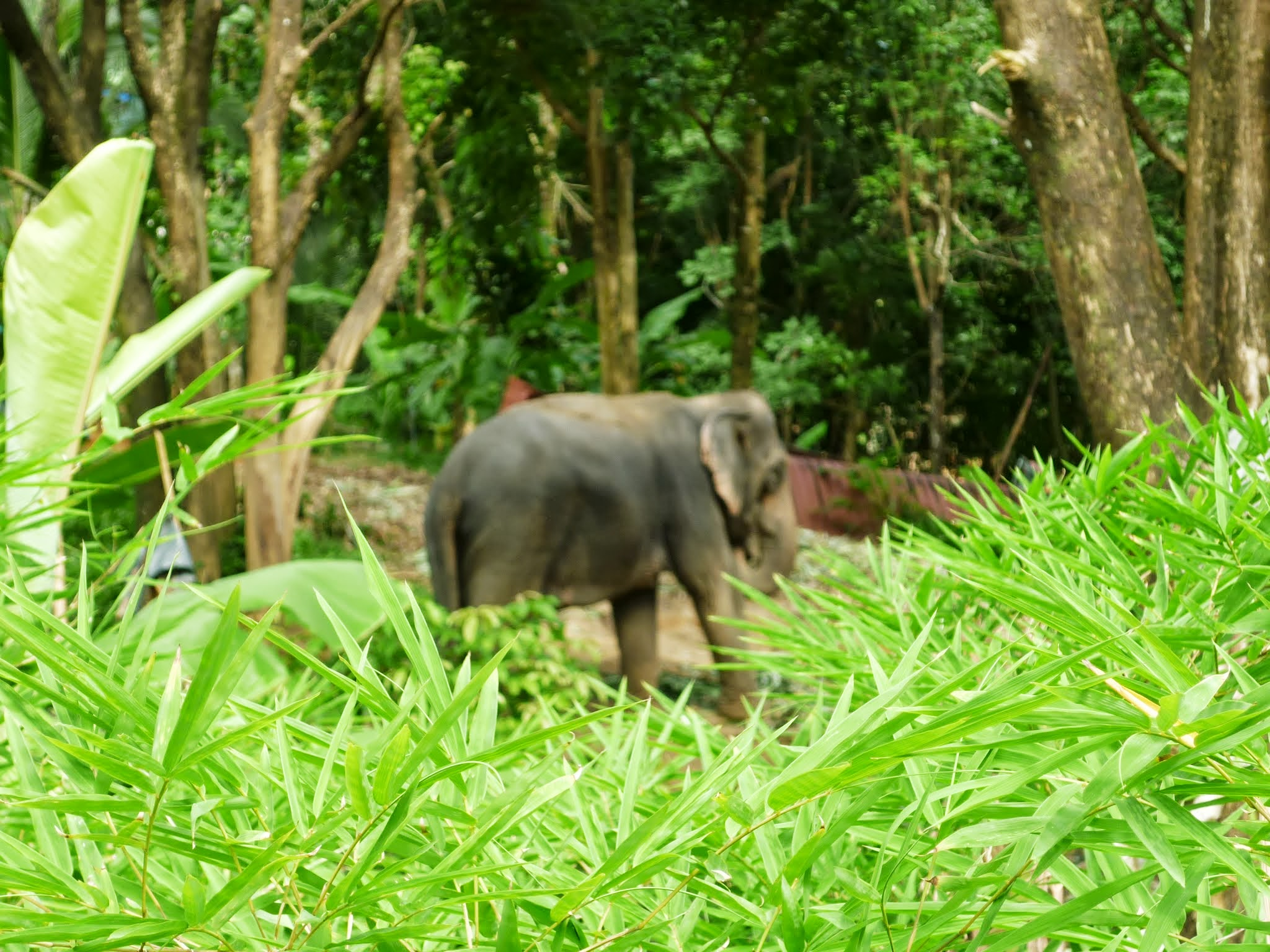
Éléphant
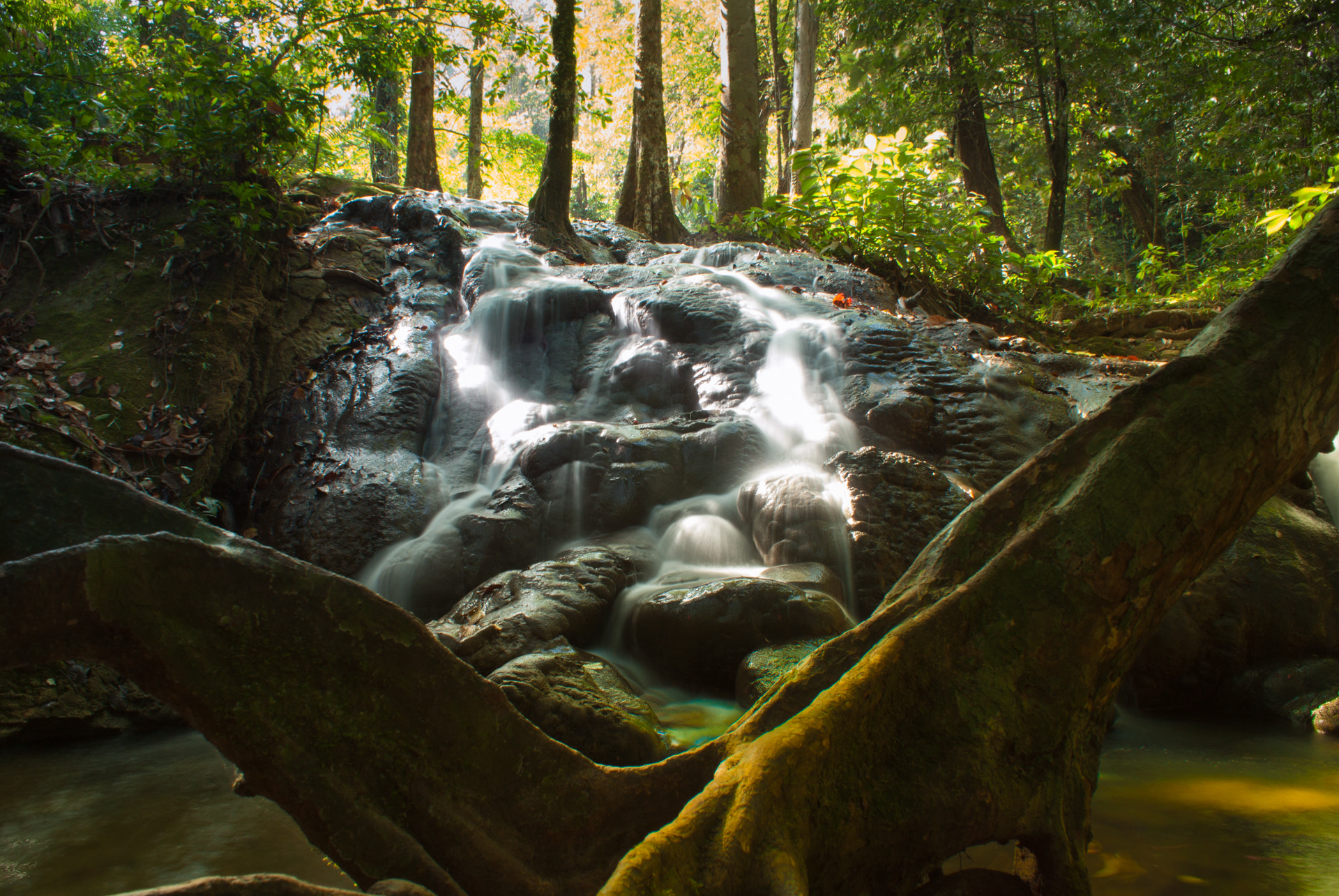
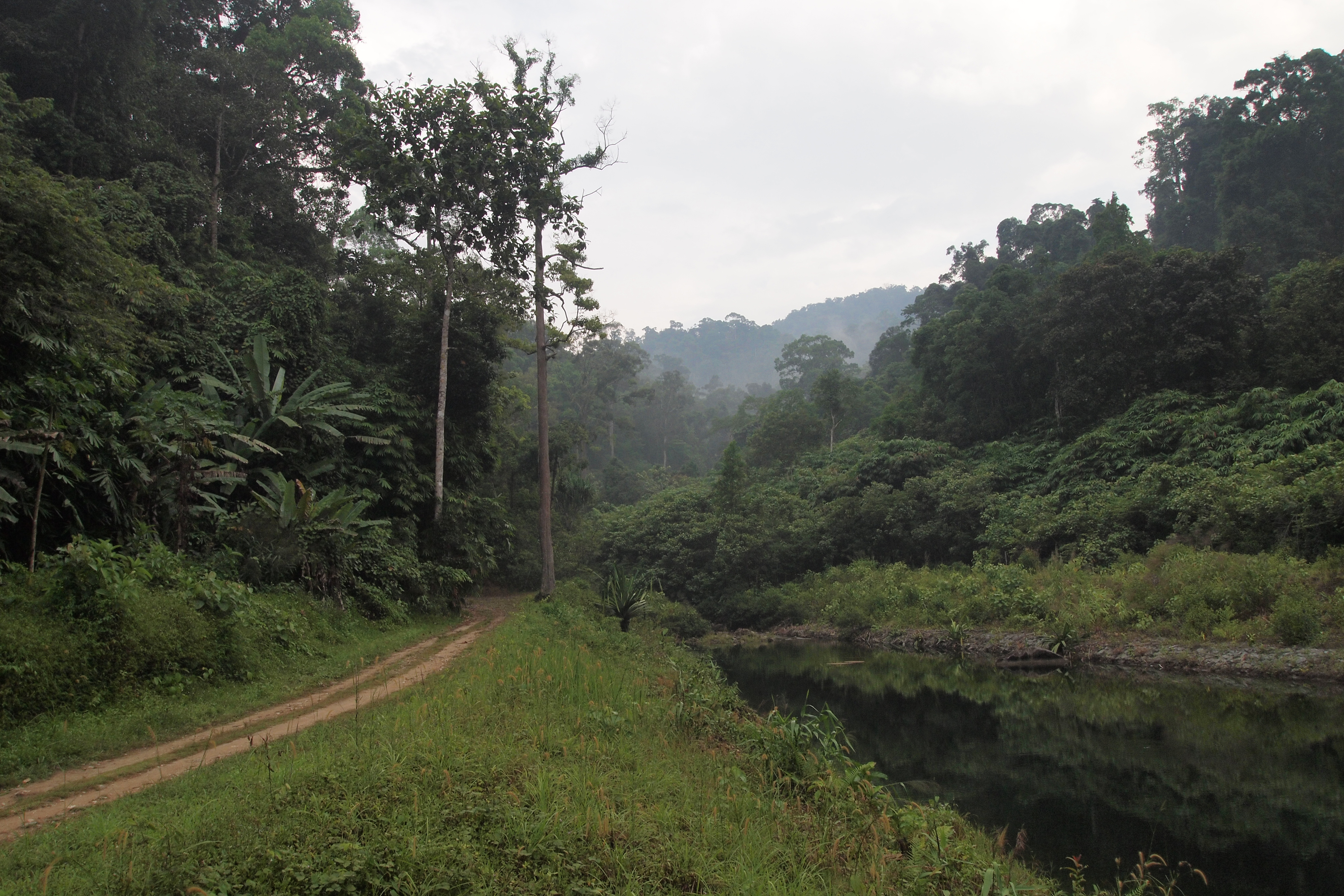
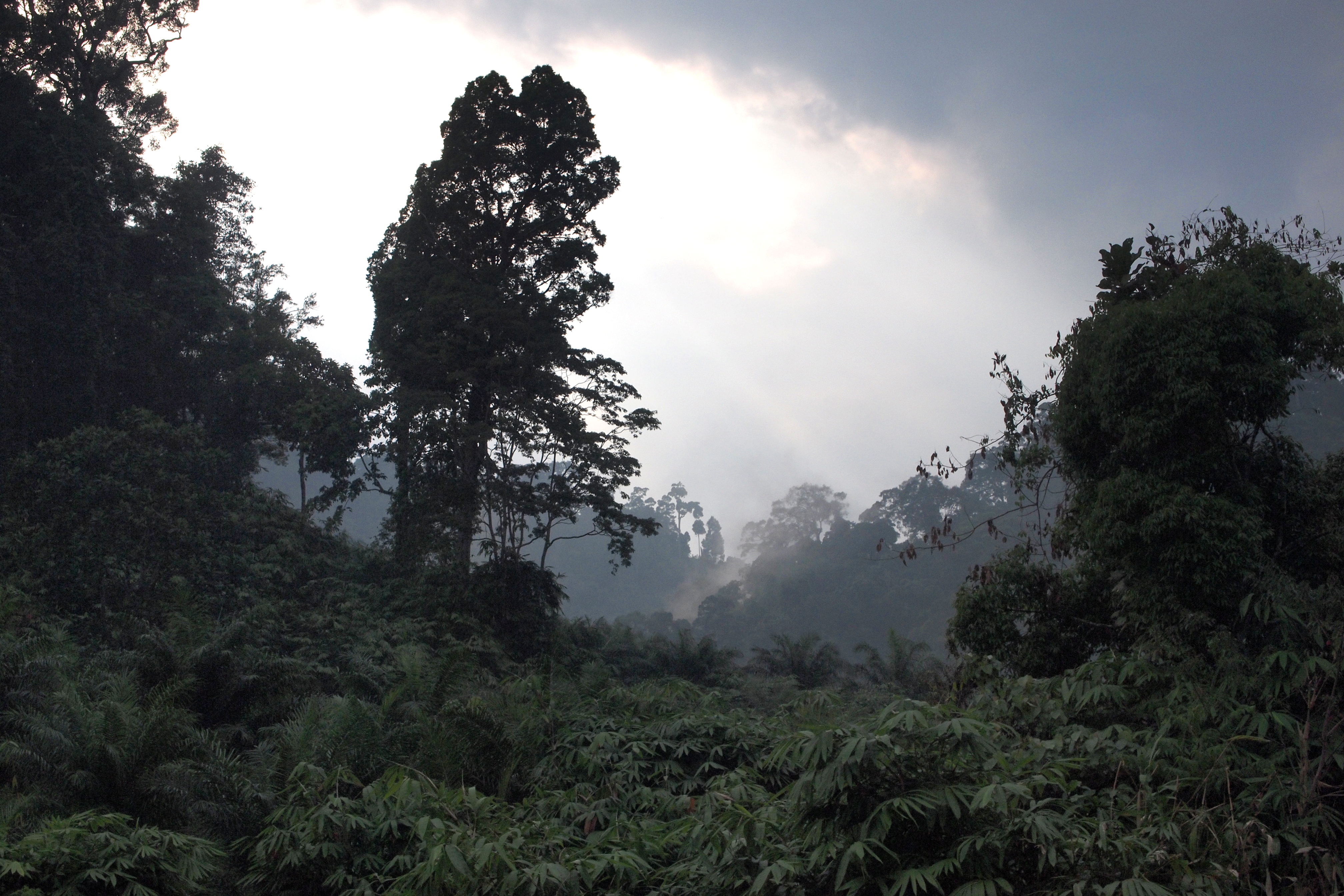
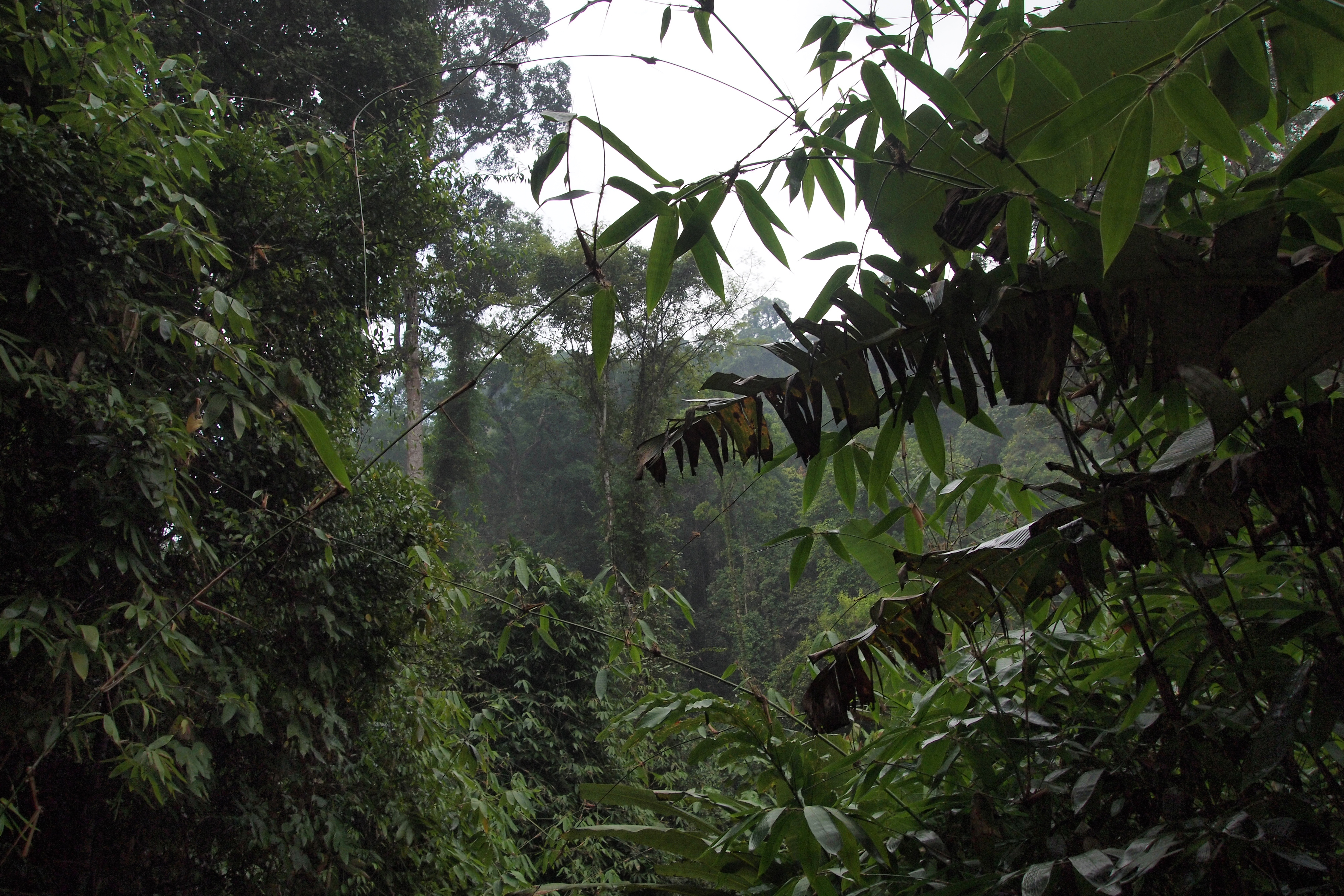
Forêt tropicale humide toujours verte
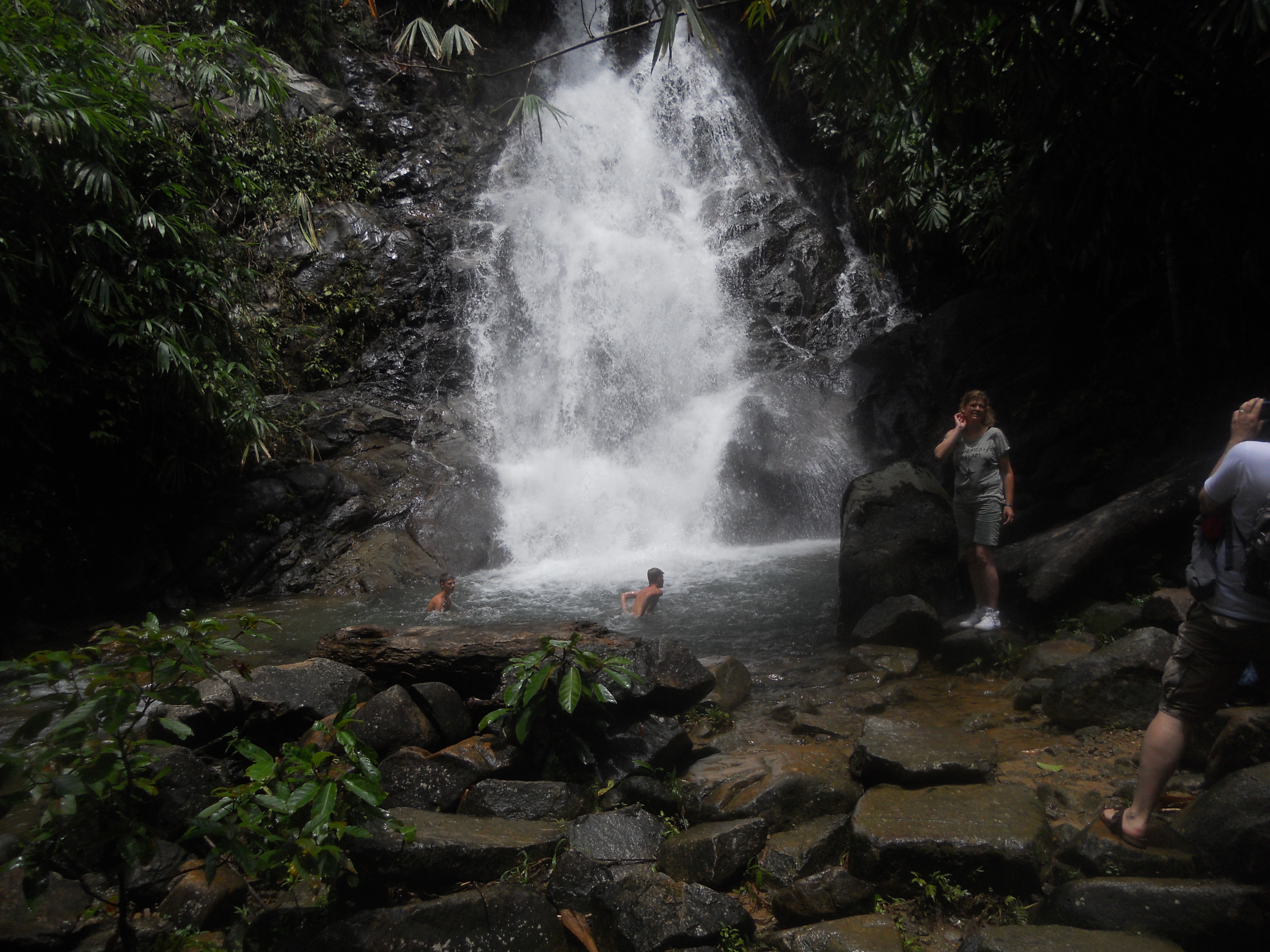
Cascade
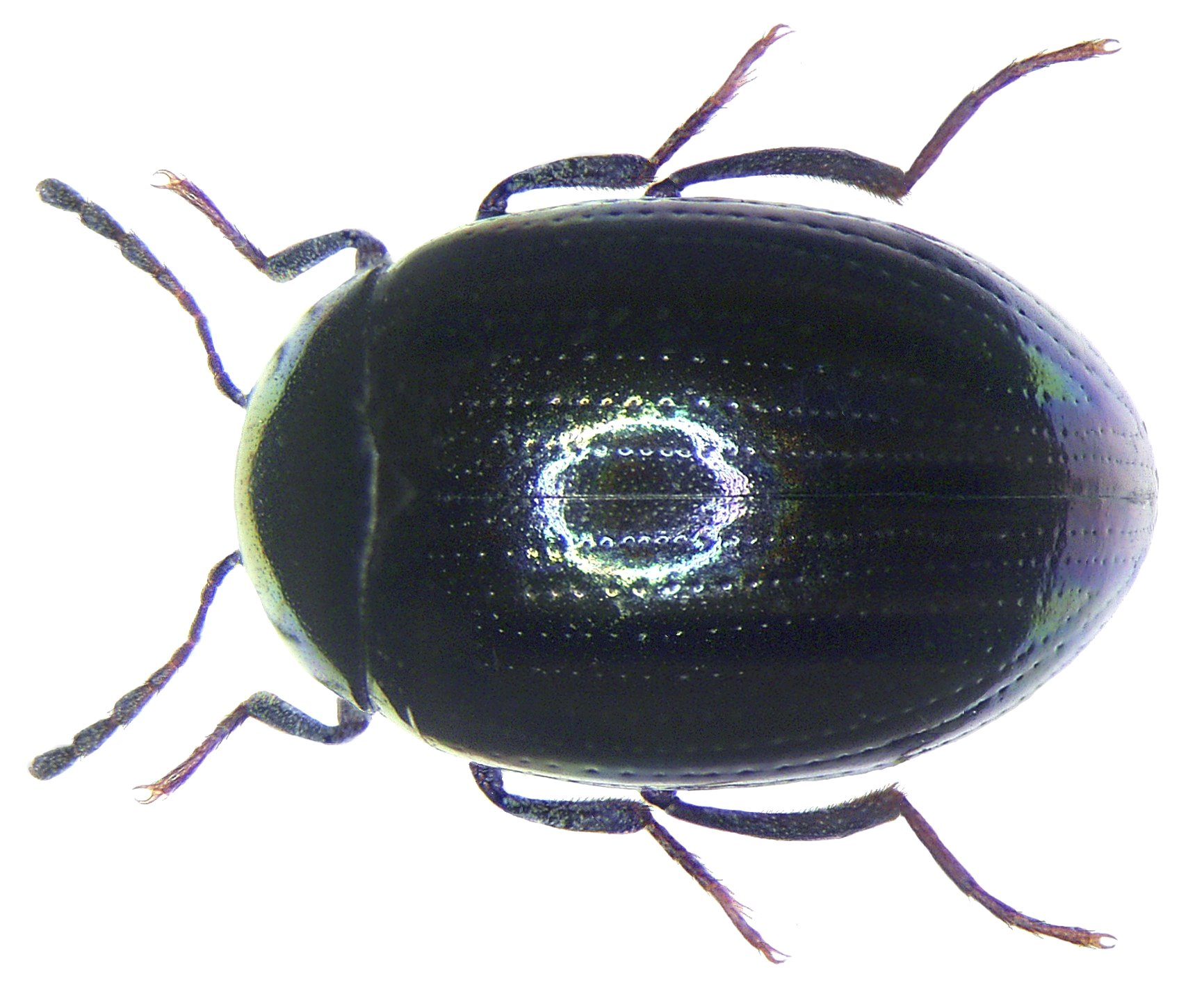
Amarygmus splendidulus
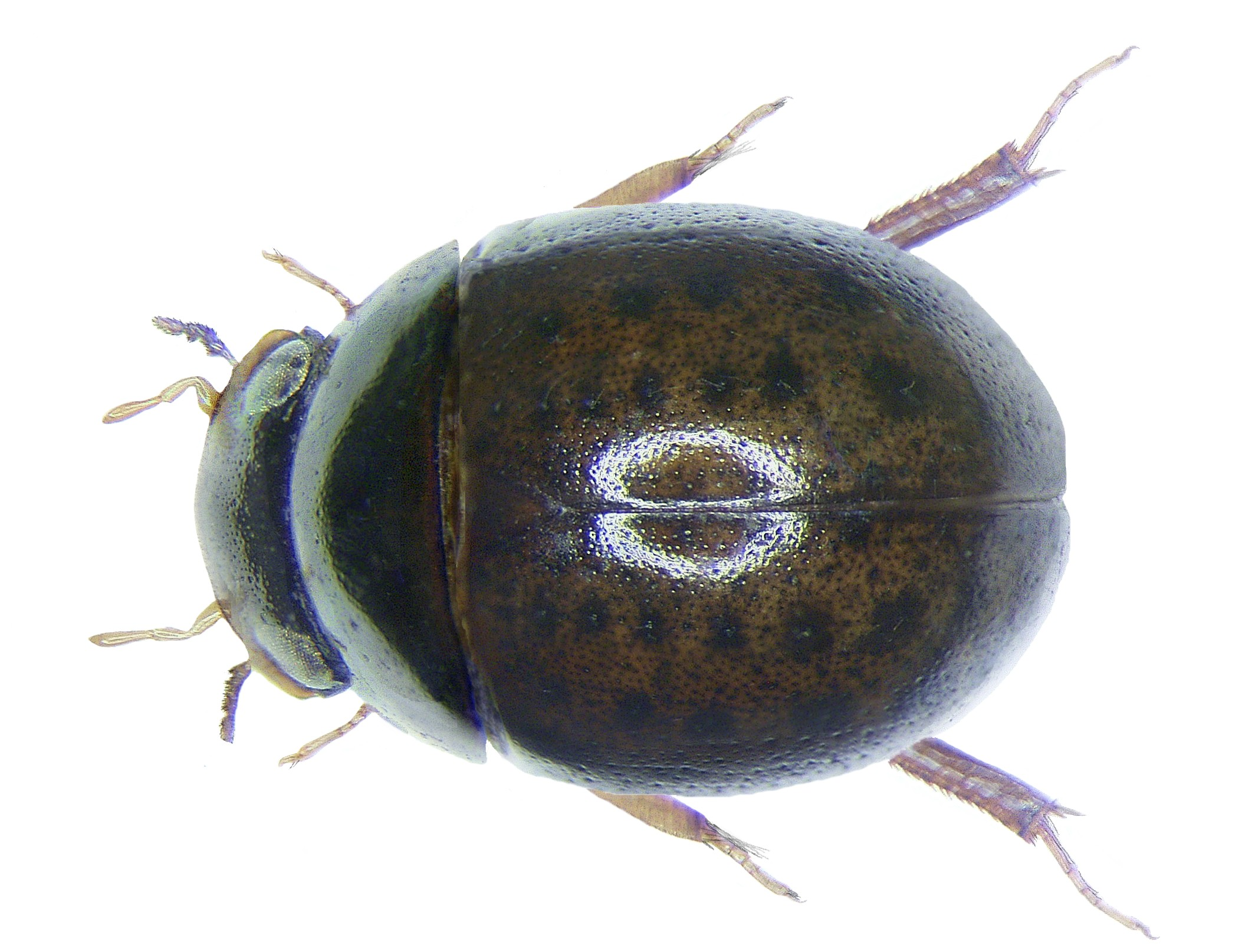
Amphiops mirabilis
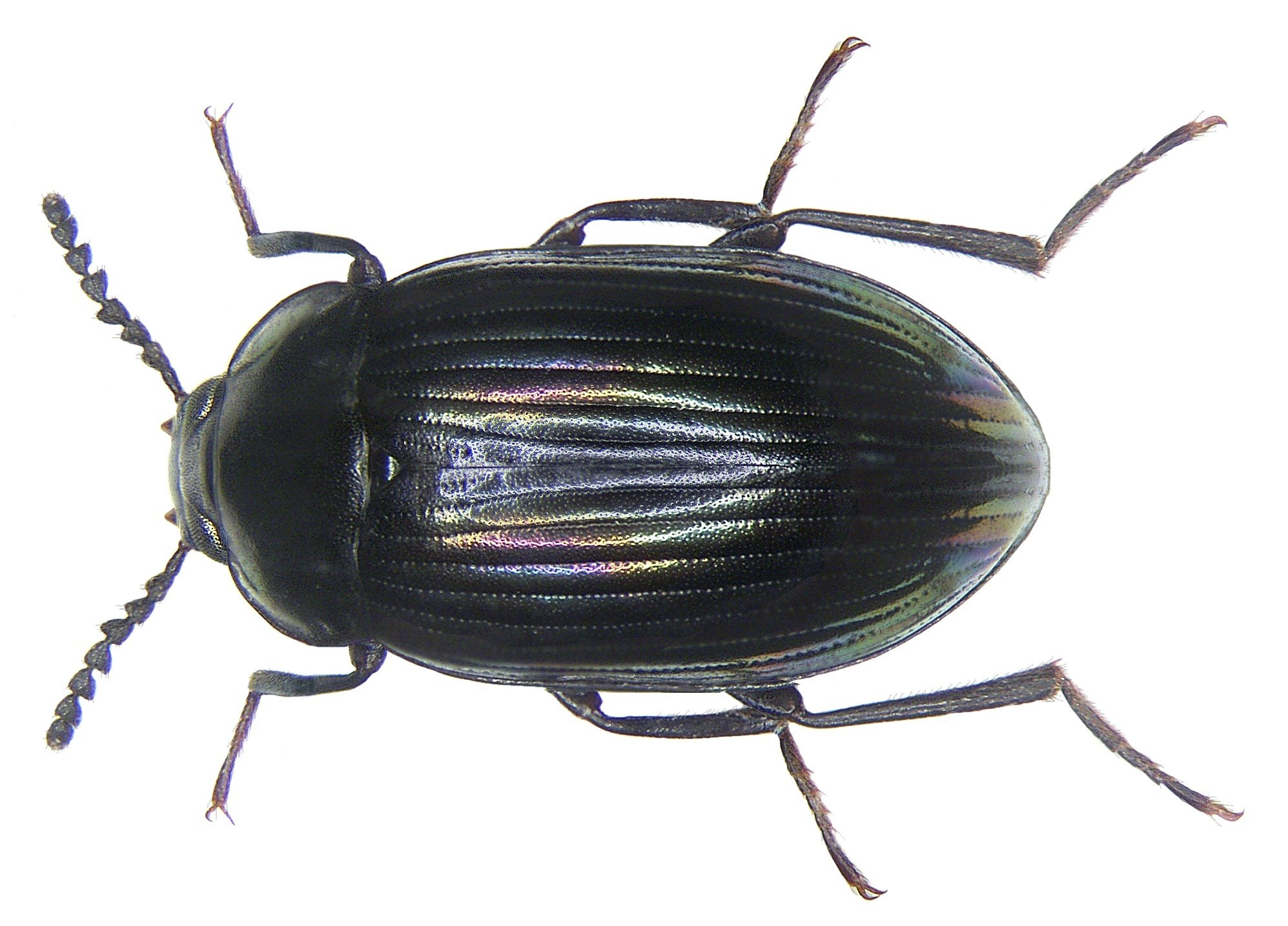
Ceropria induta
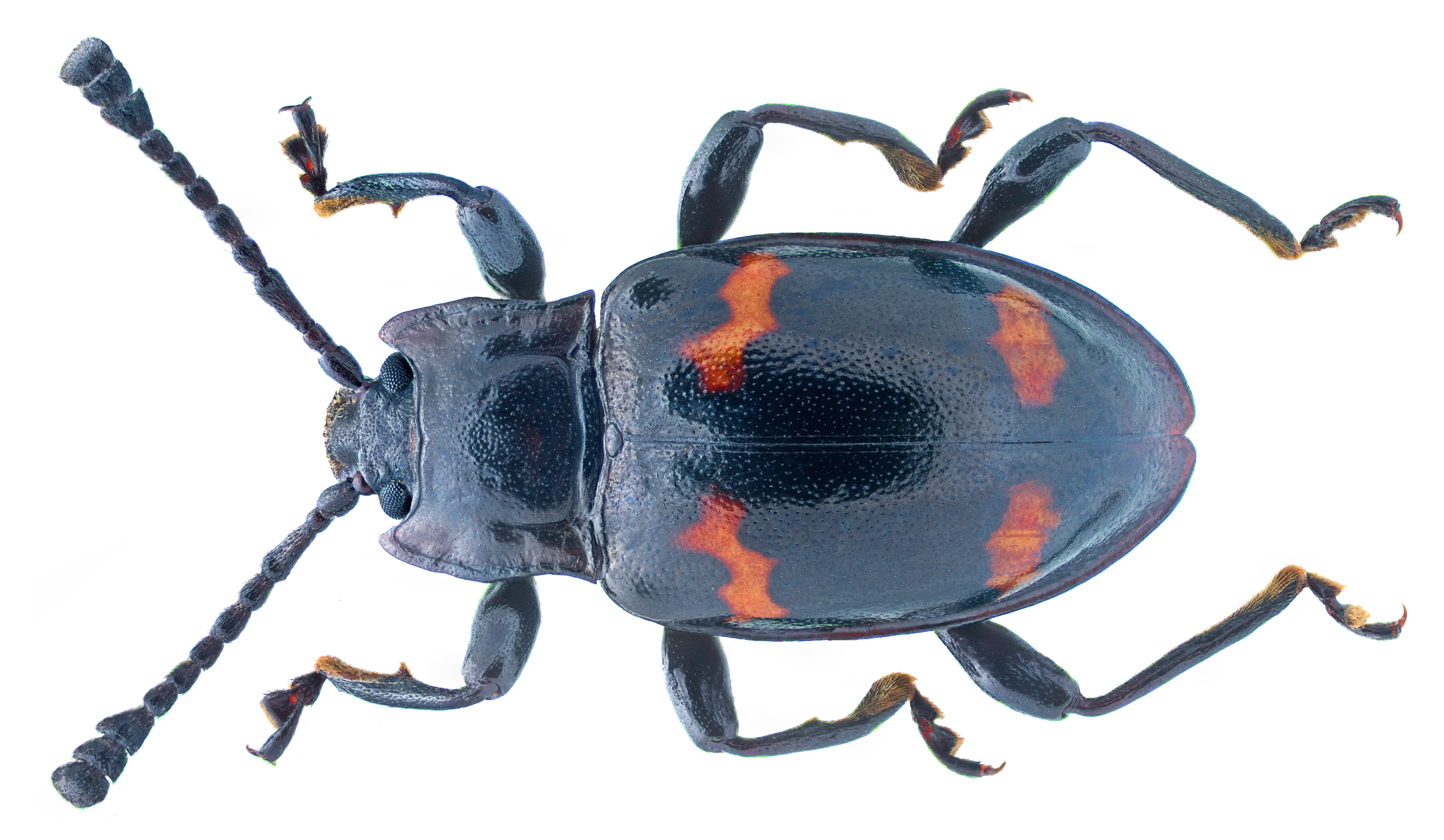
Engonius gratus
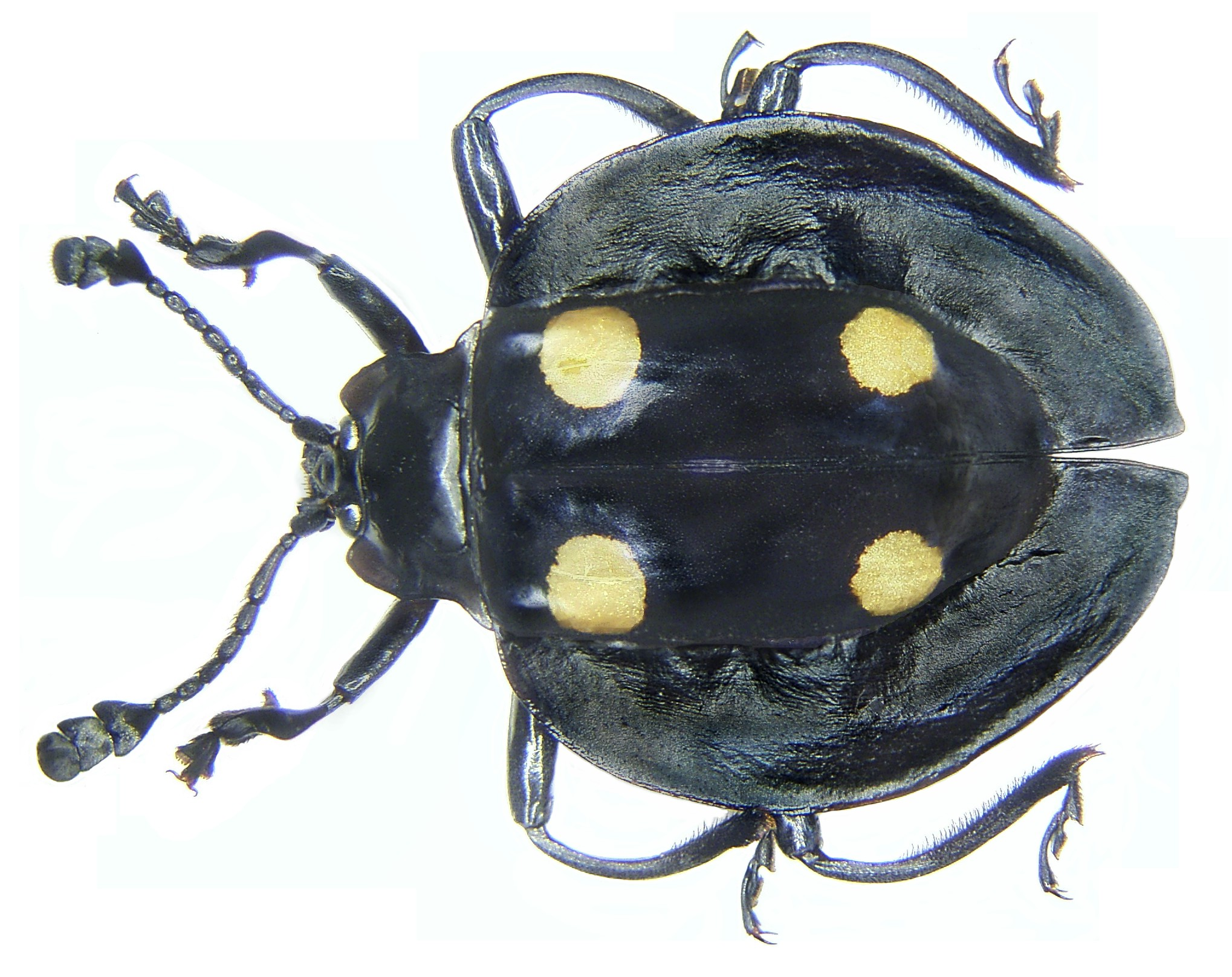
Eumorphus marginatus
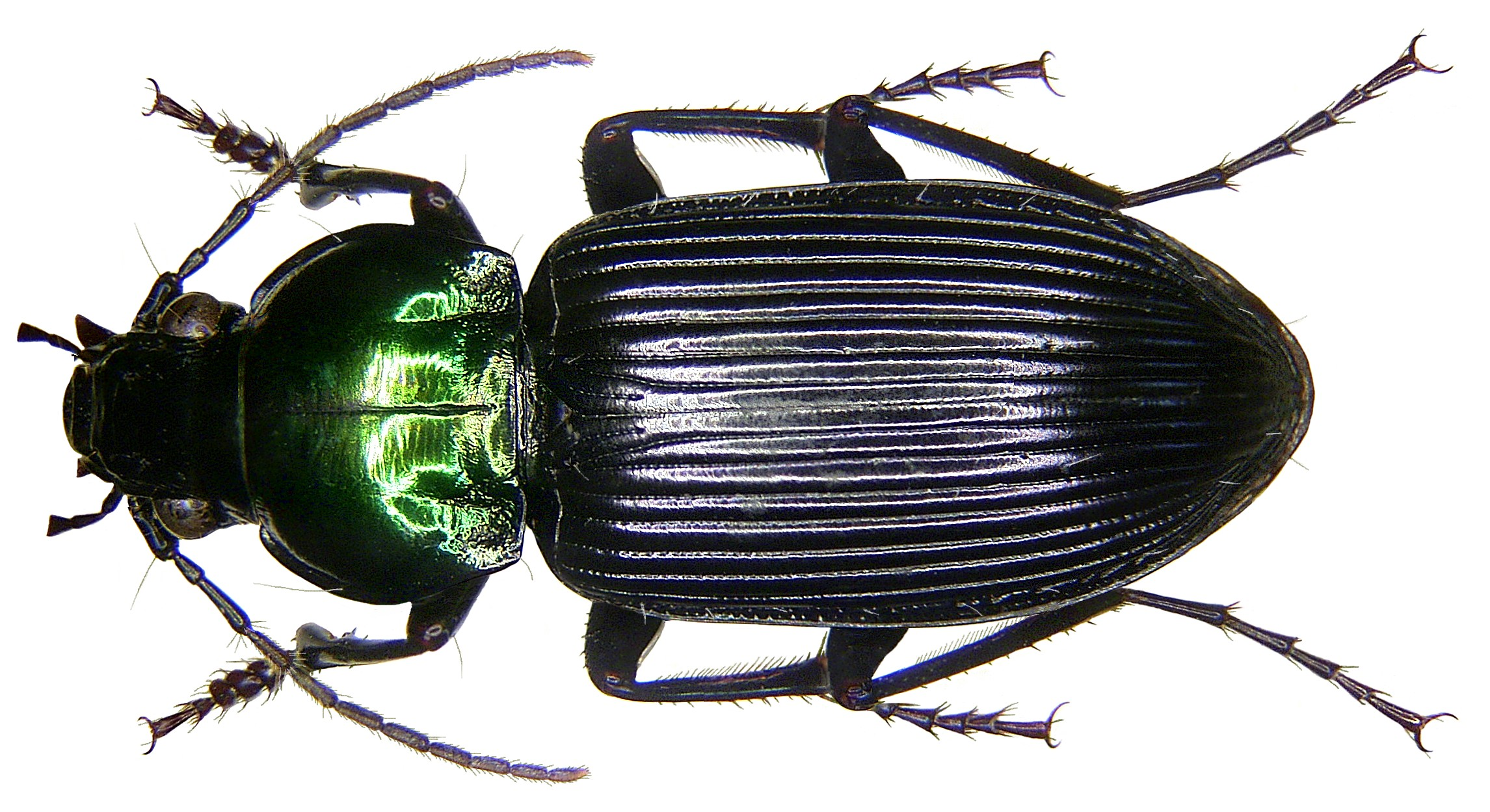
Lesticus nubilus
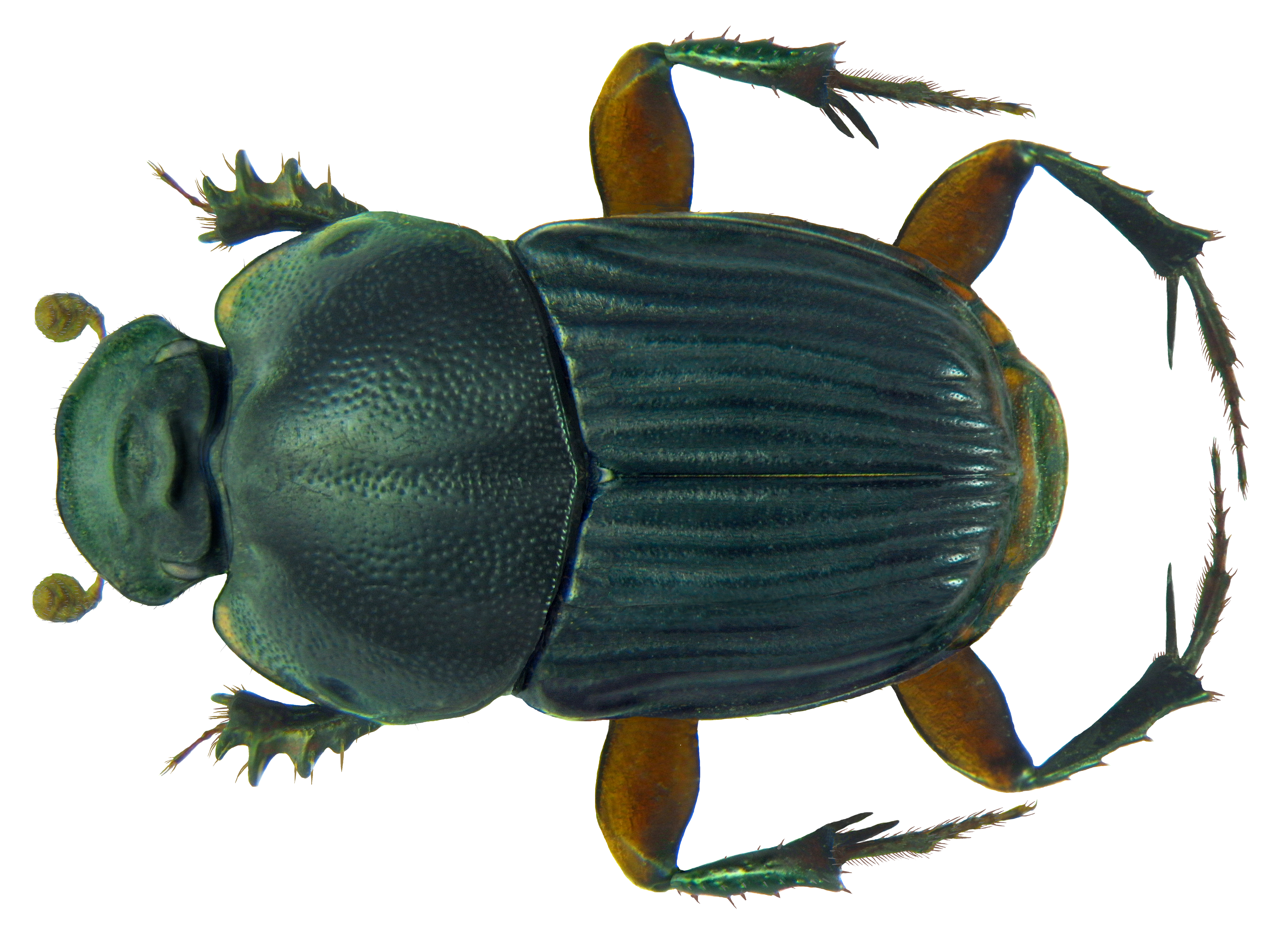
Liatongus femoratus
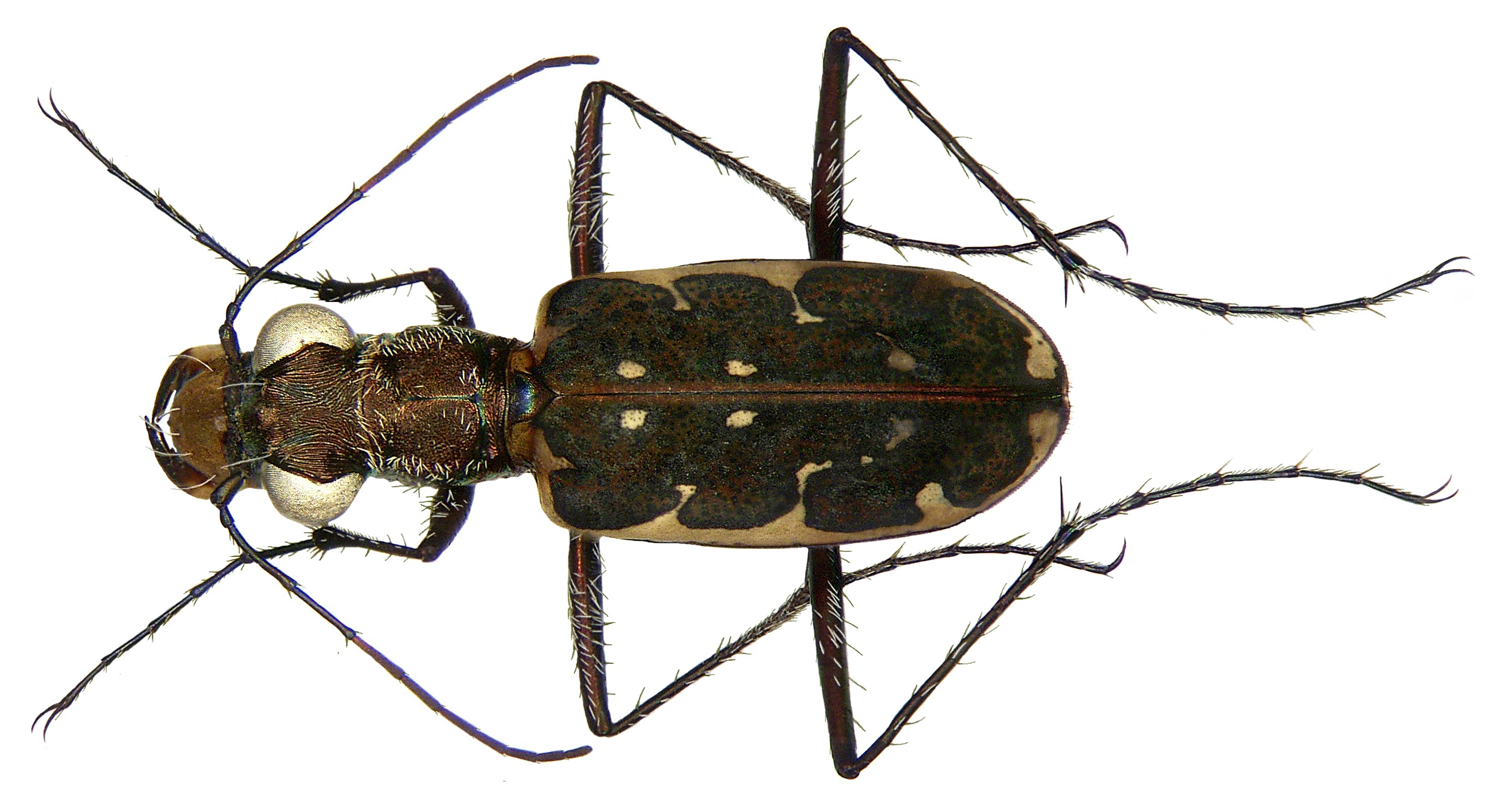
Lophyra fuliginosa
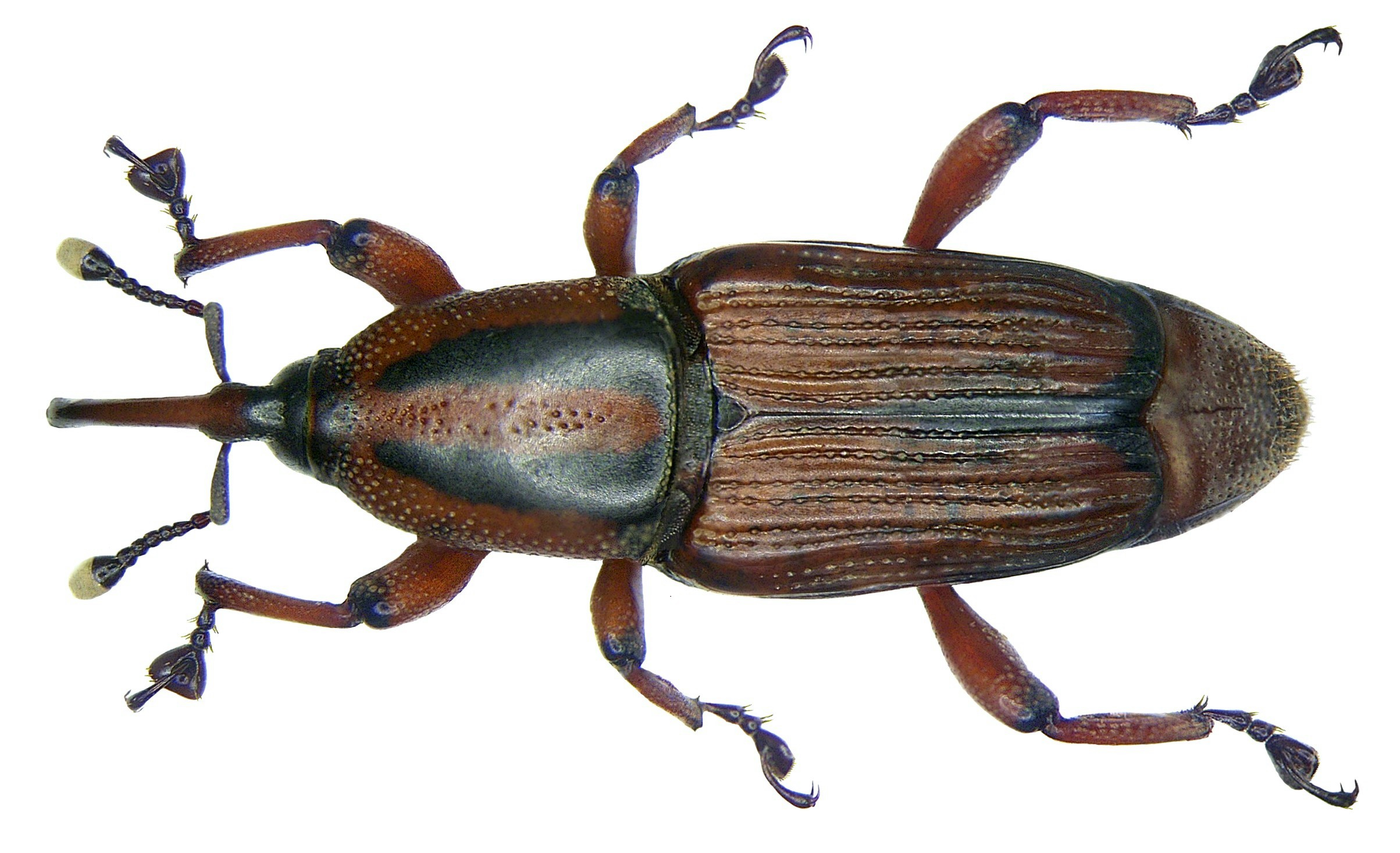
Odoiporus longicollis
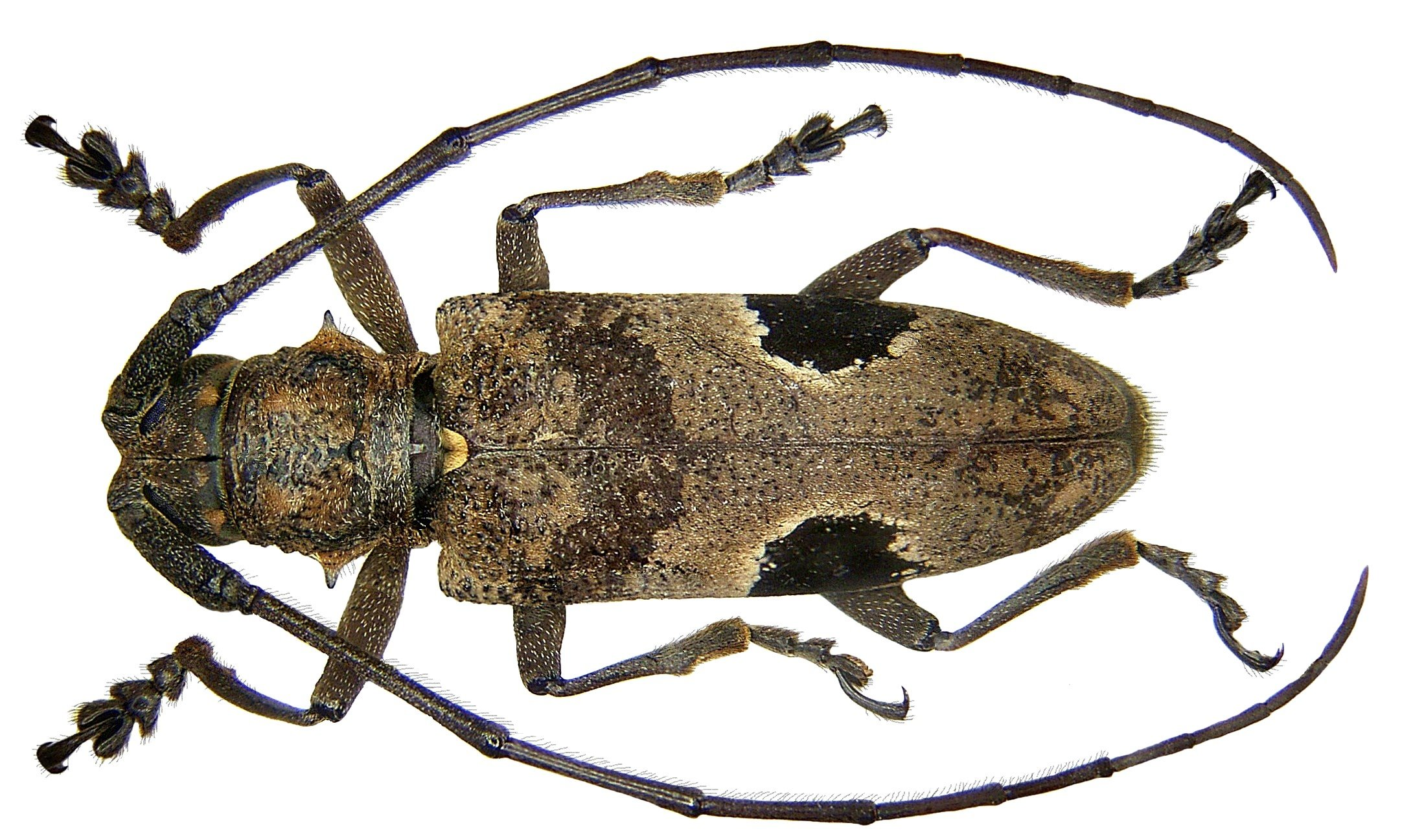
Paraleprodera insidiosa
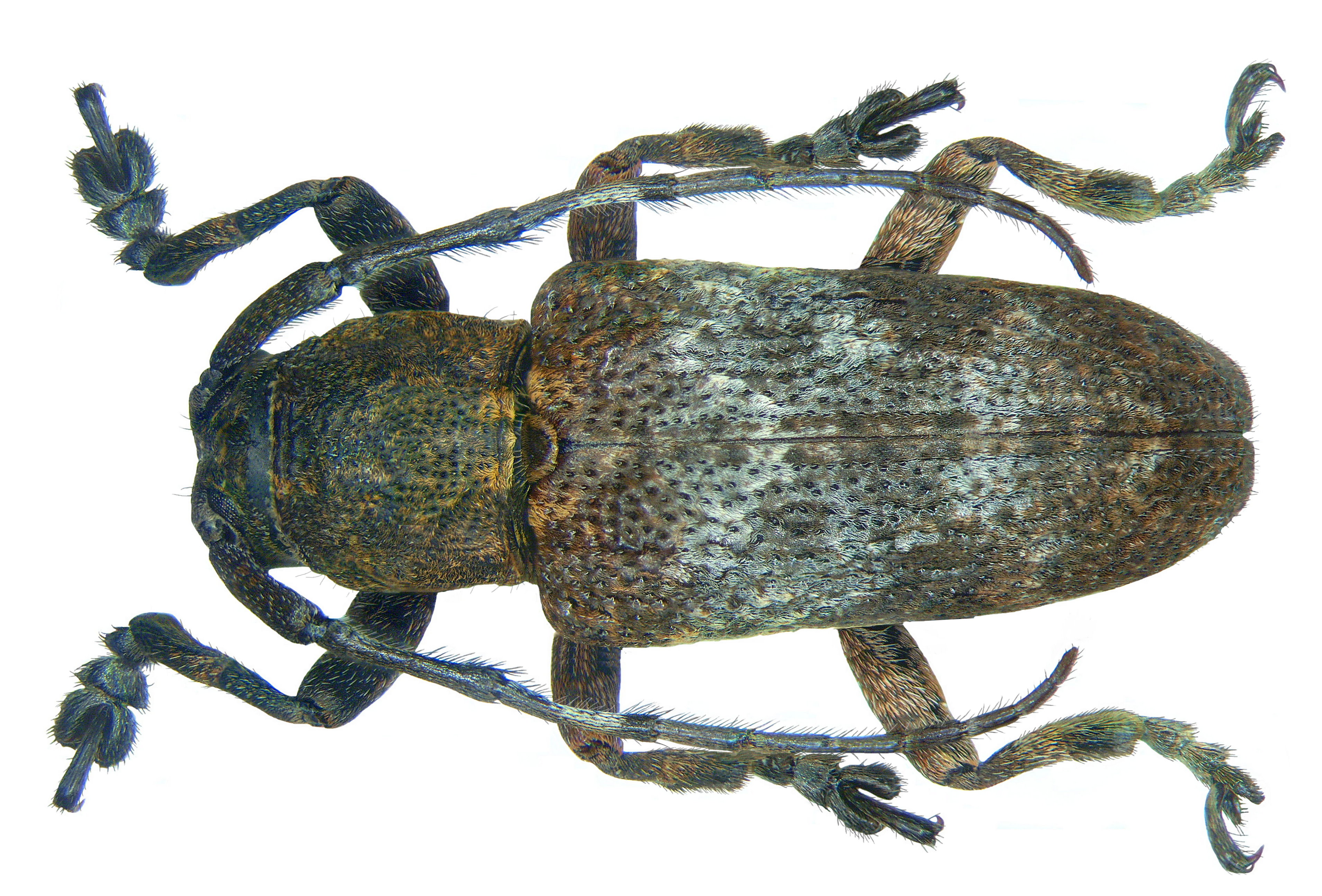
Pterolophia melanura
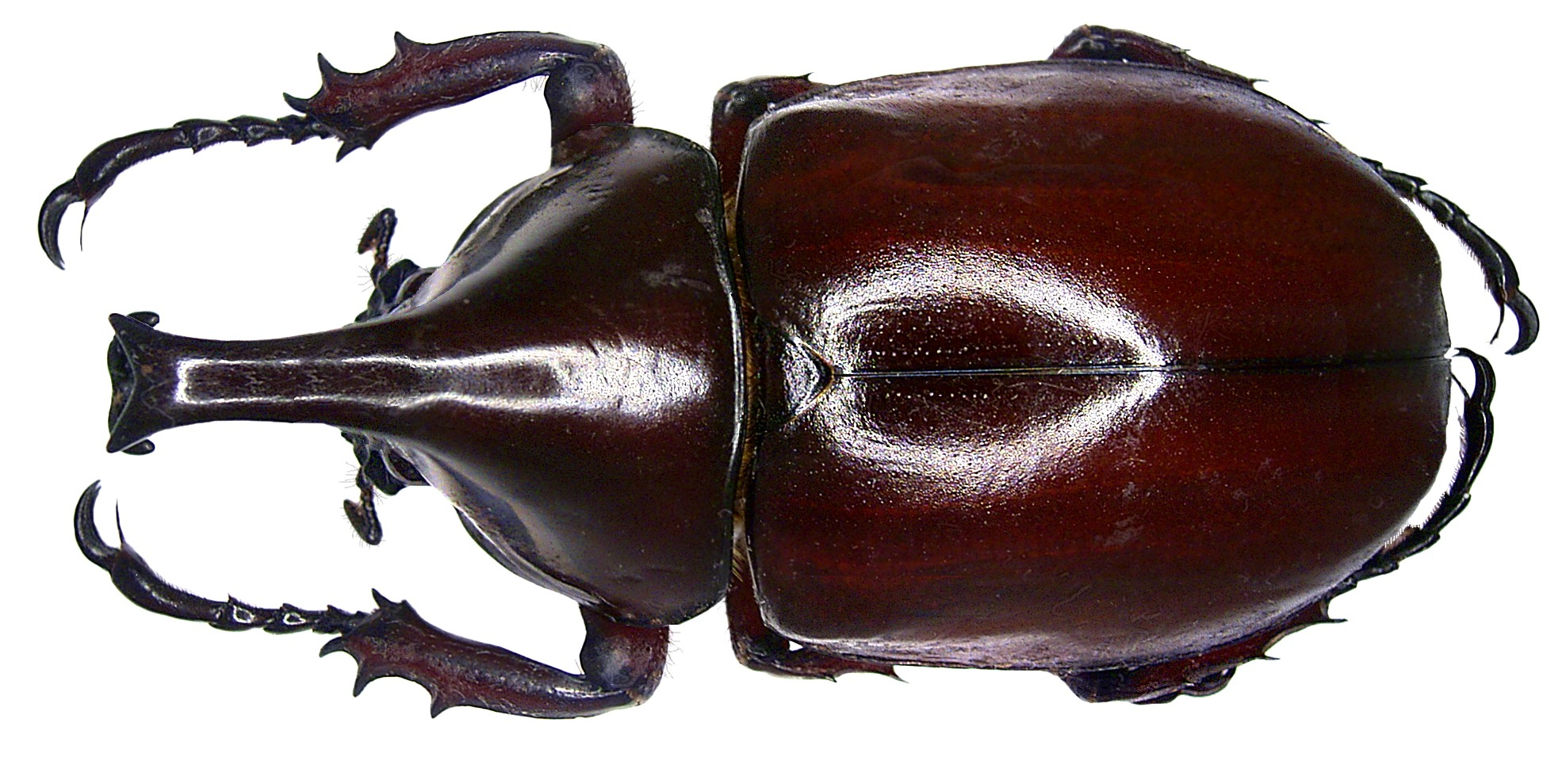
Scarabée-rhinocéros Xylotrupes socrates
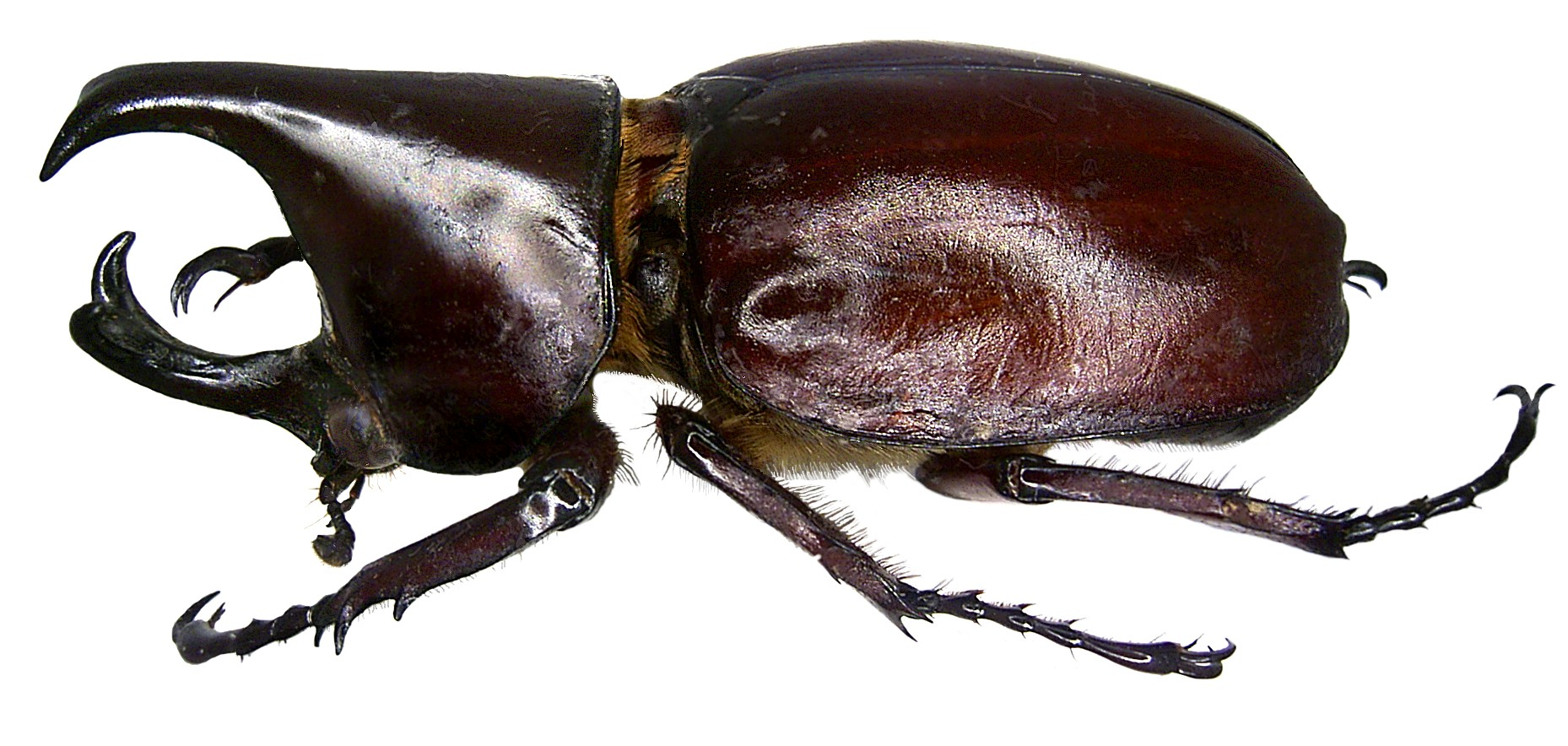
Scarabée-rhinocéros Xylotrupes socrates

Tsunami de 2004 dans l'océan Indien à Khao Lak
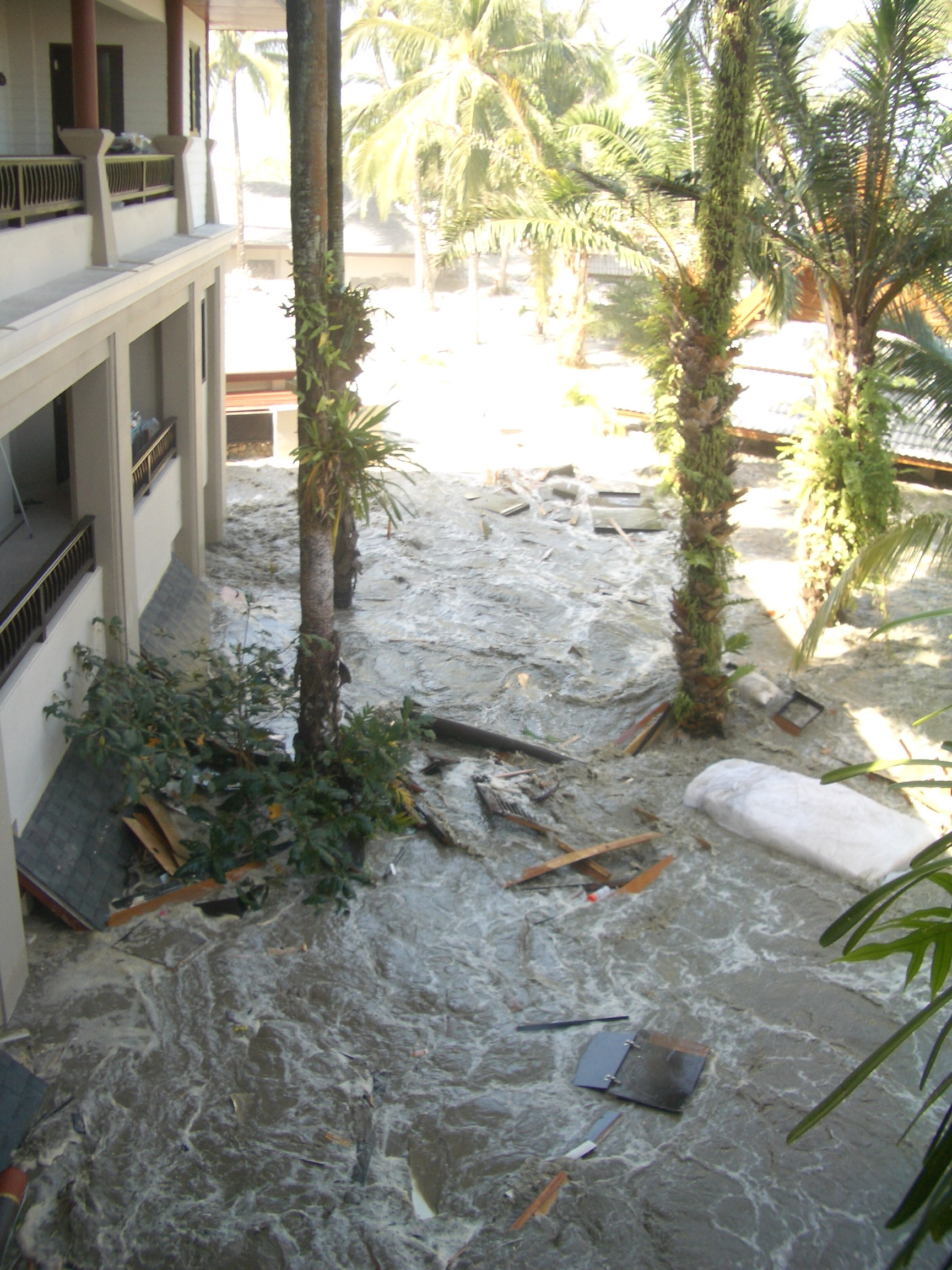
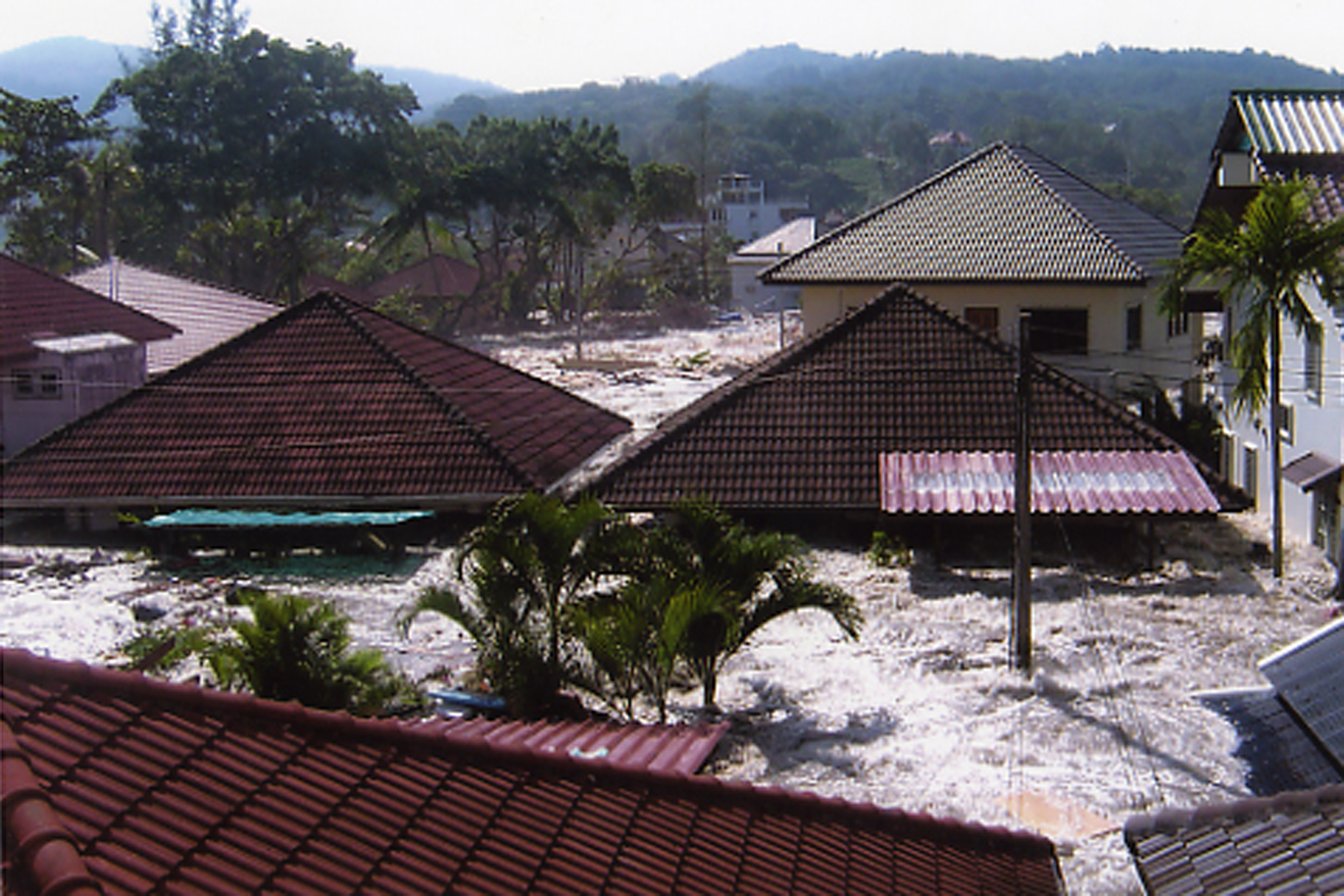
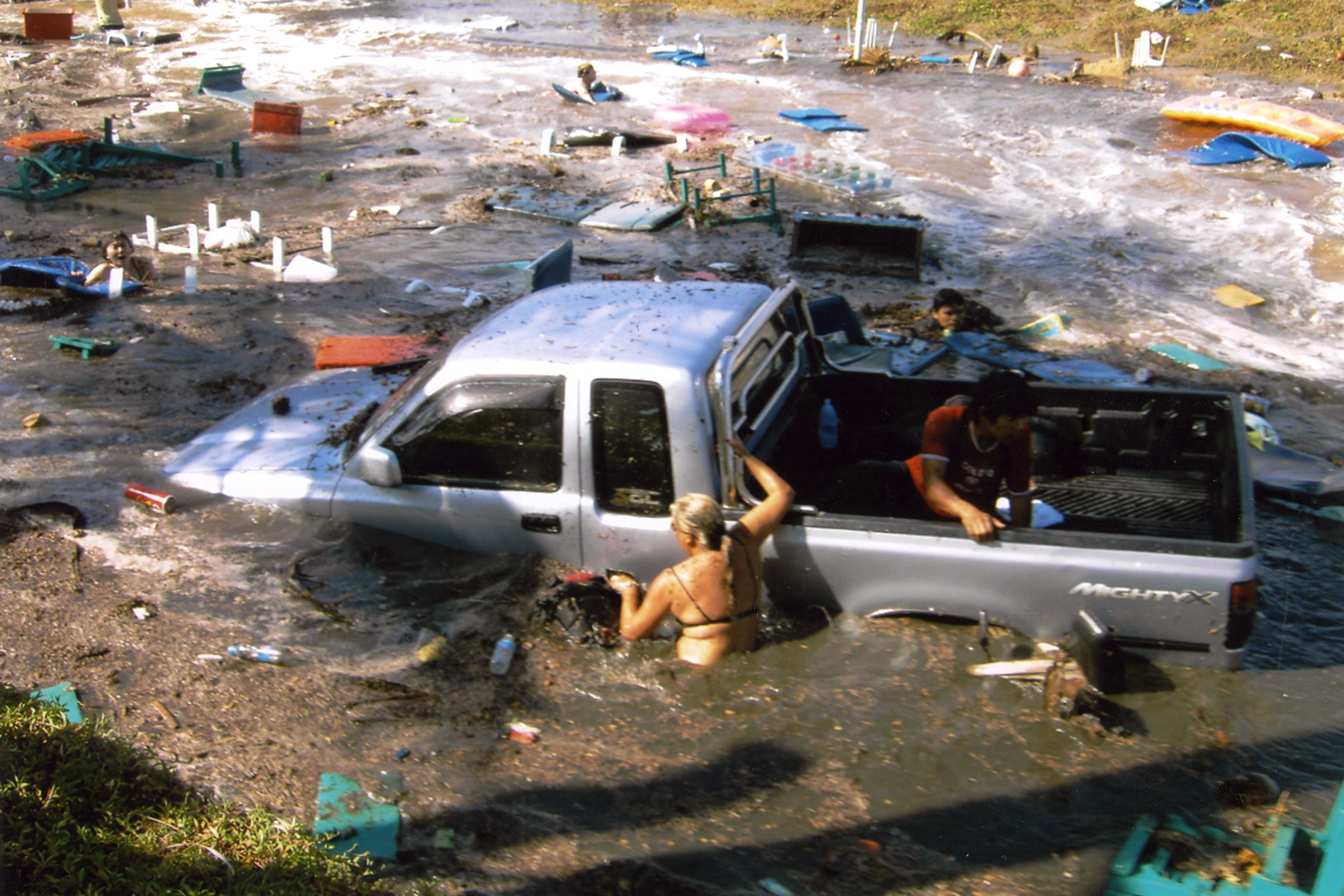
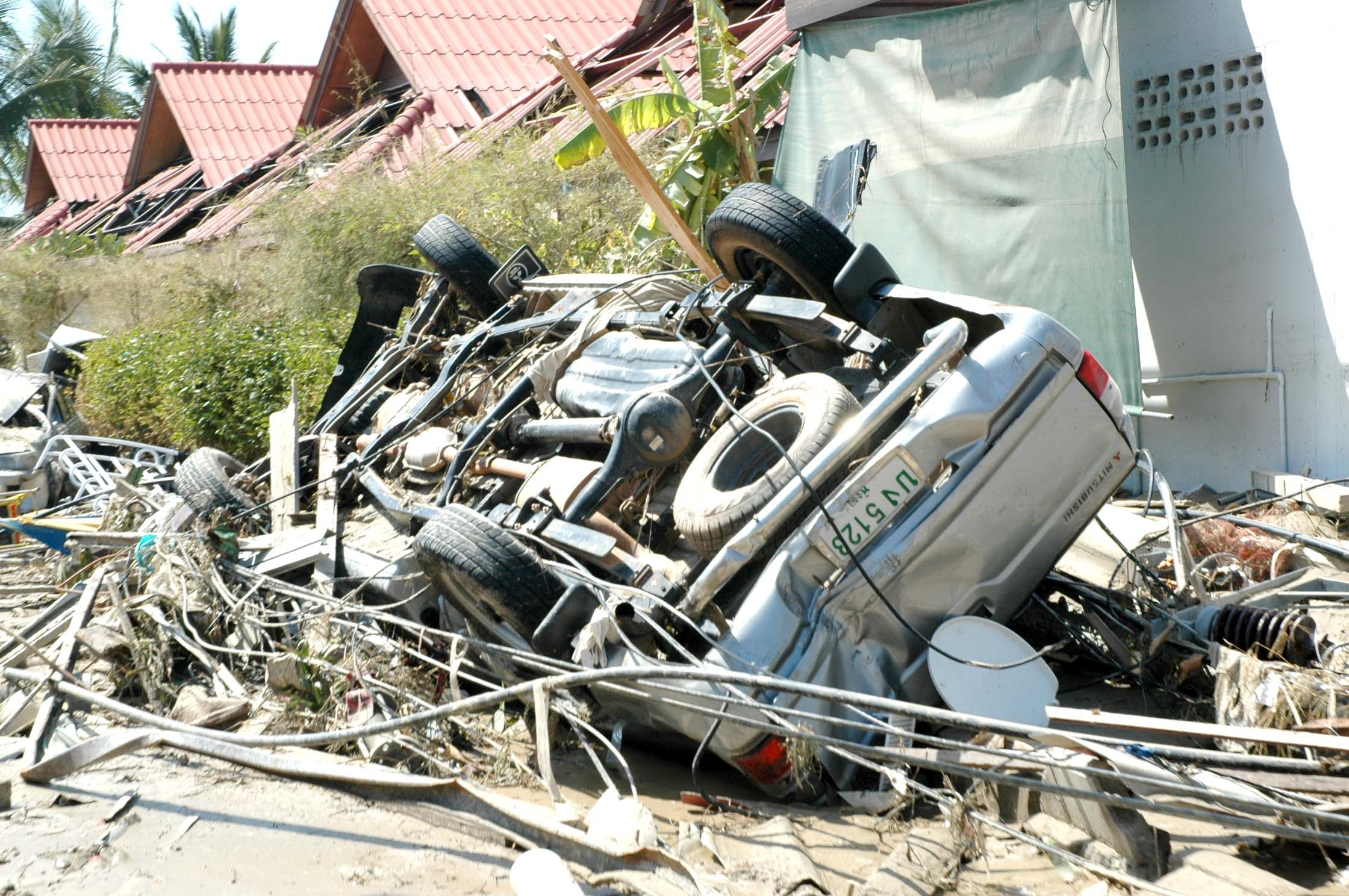
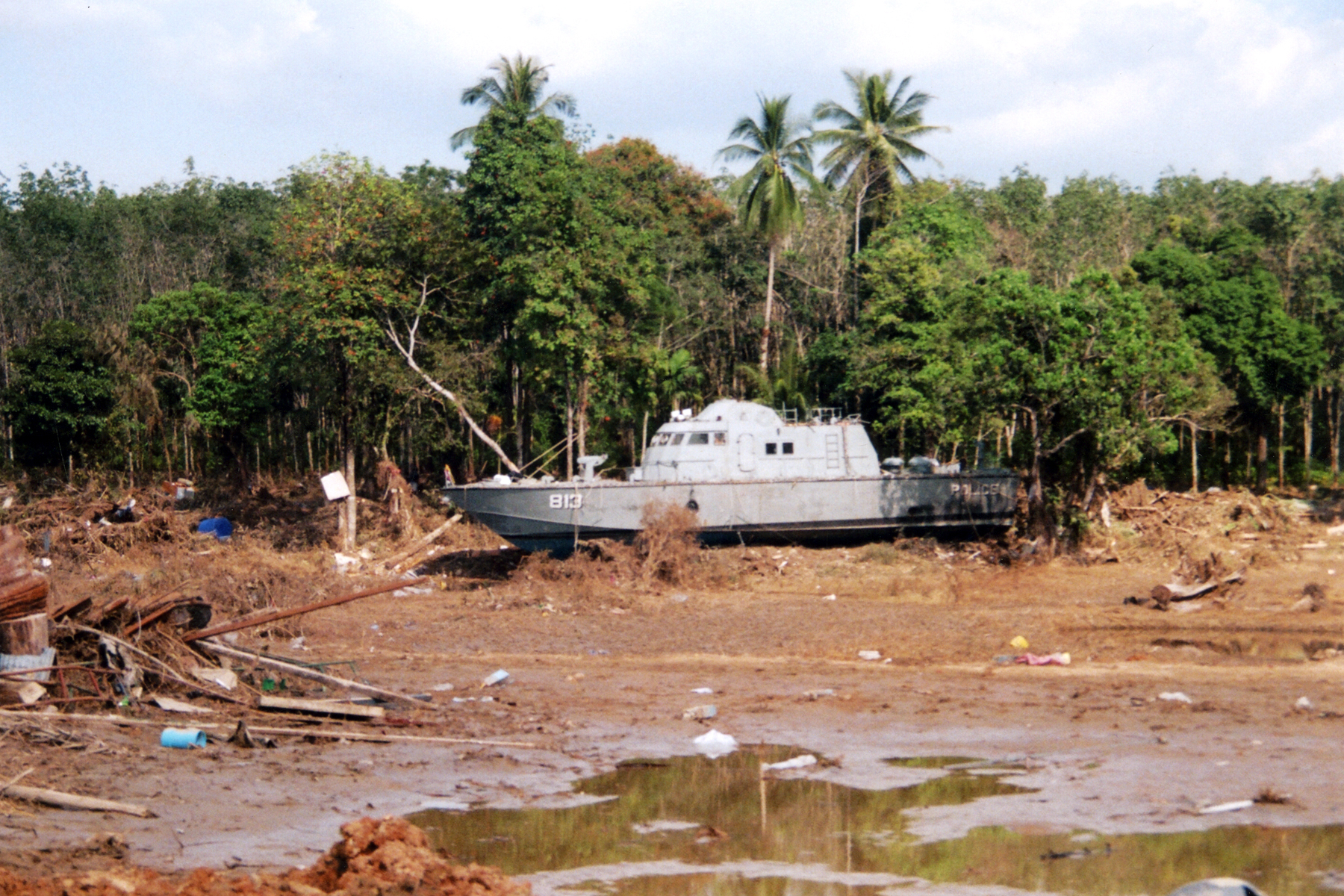
Le Patrol Boat 813...
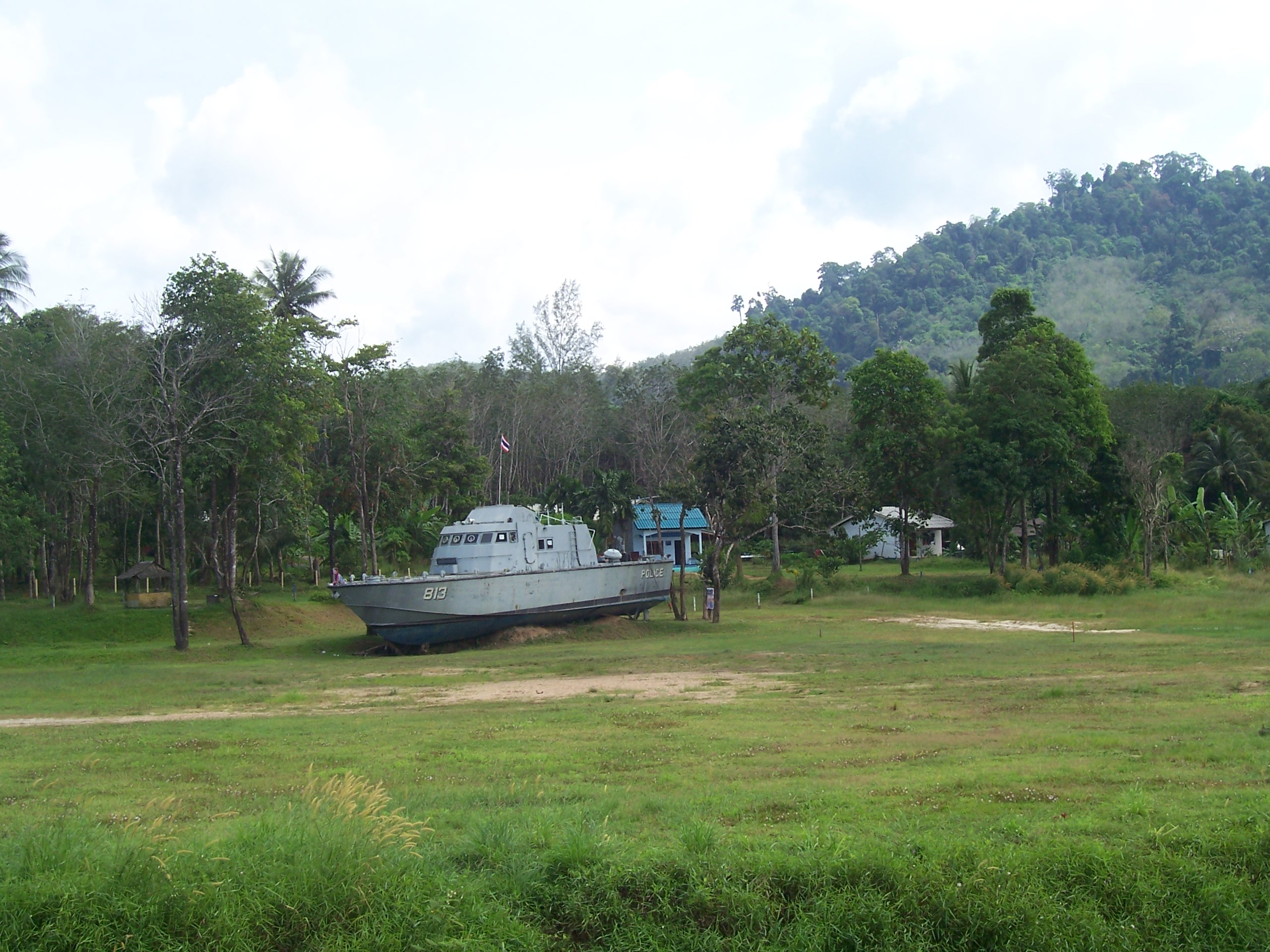
... échoué à 1,3 km de la côte
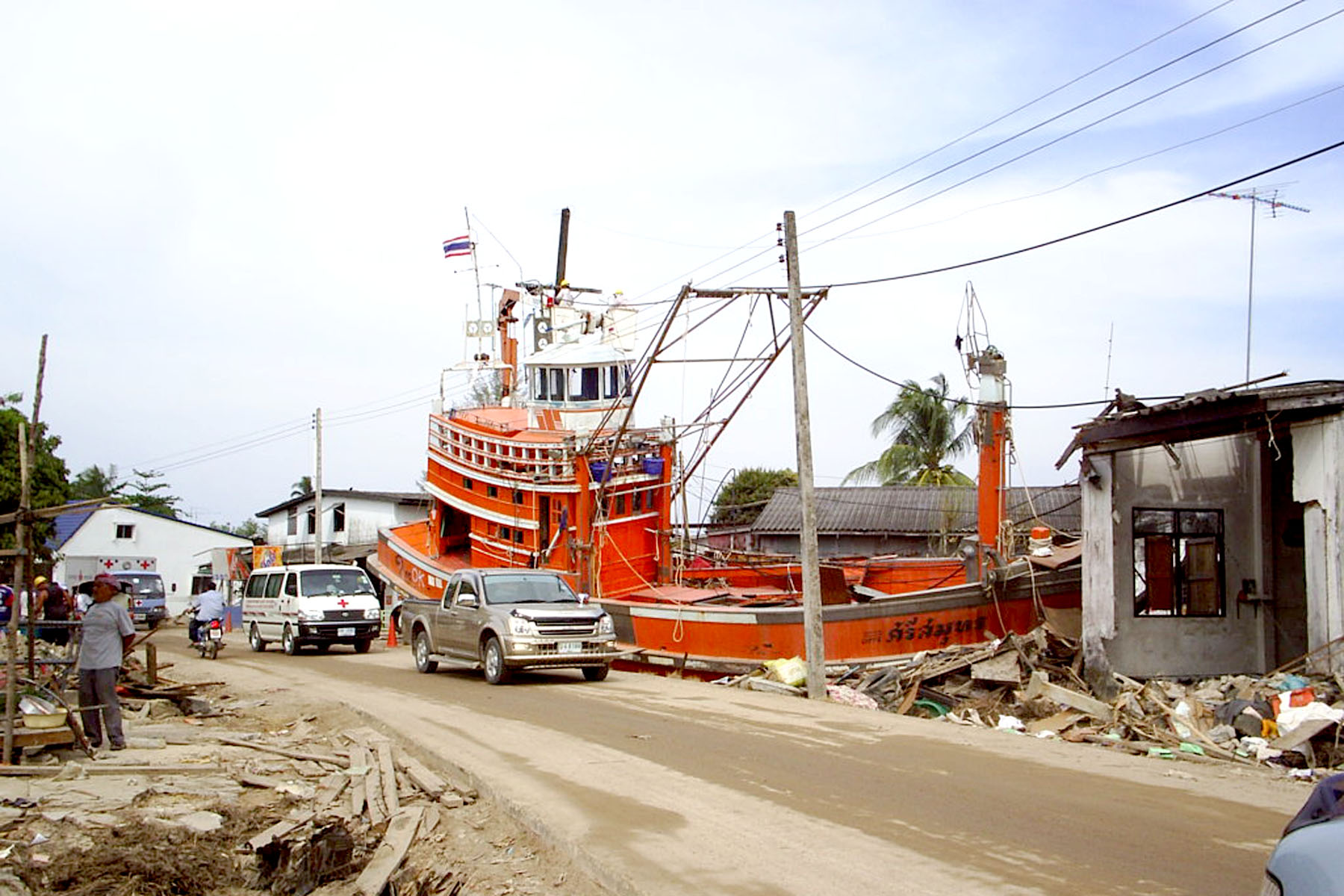
Village de Baan Nam Khem
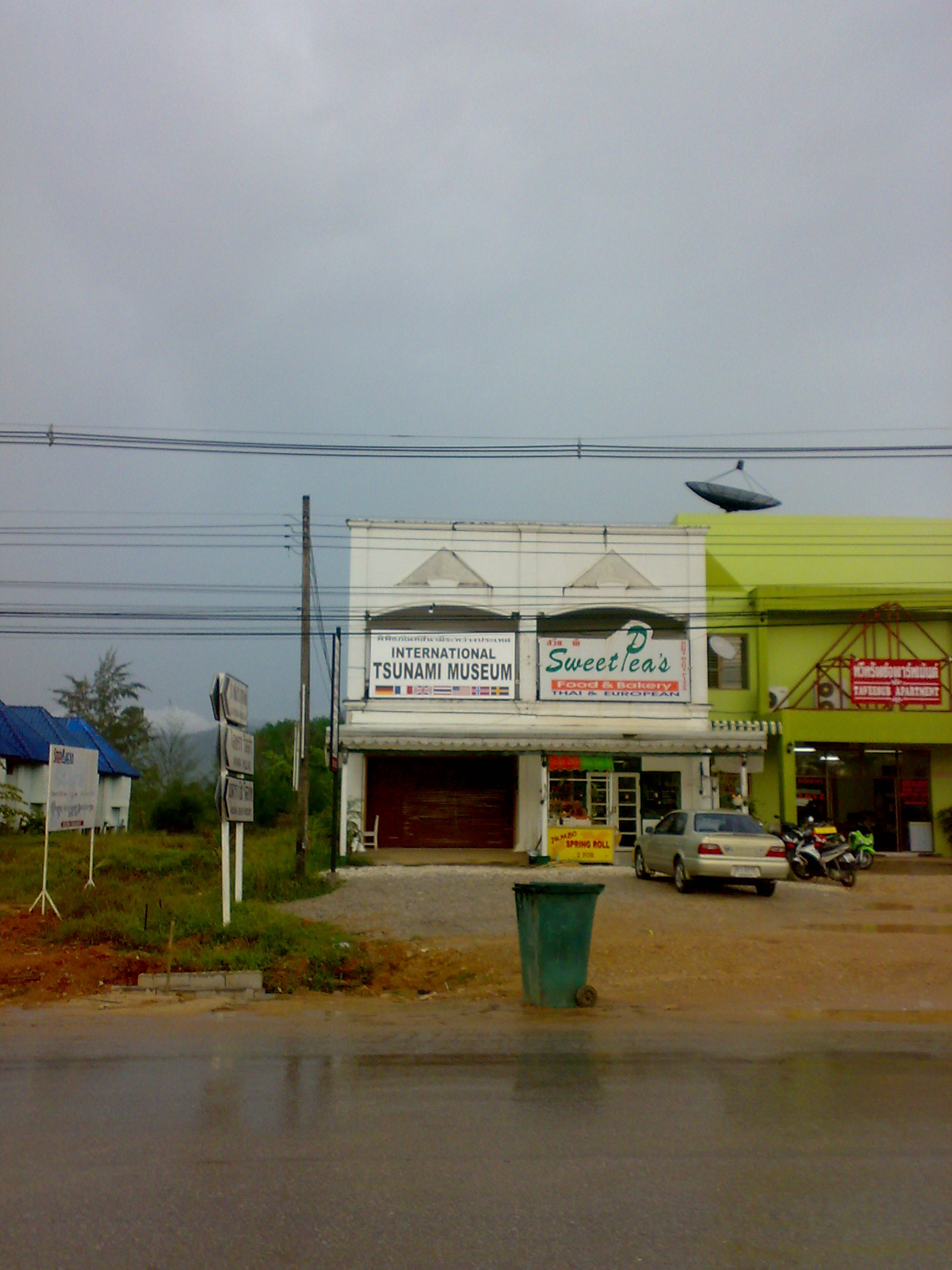
Musée du Tsunami
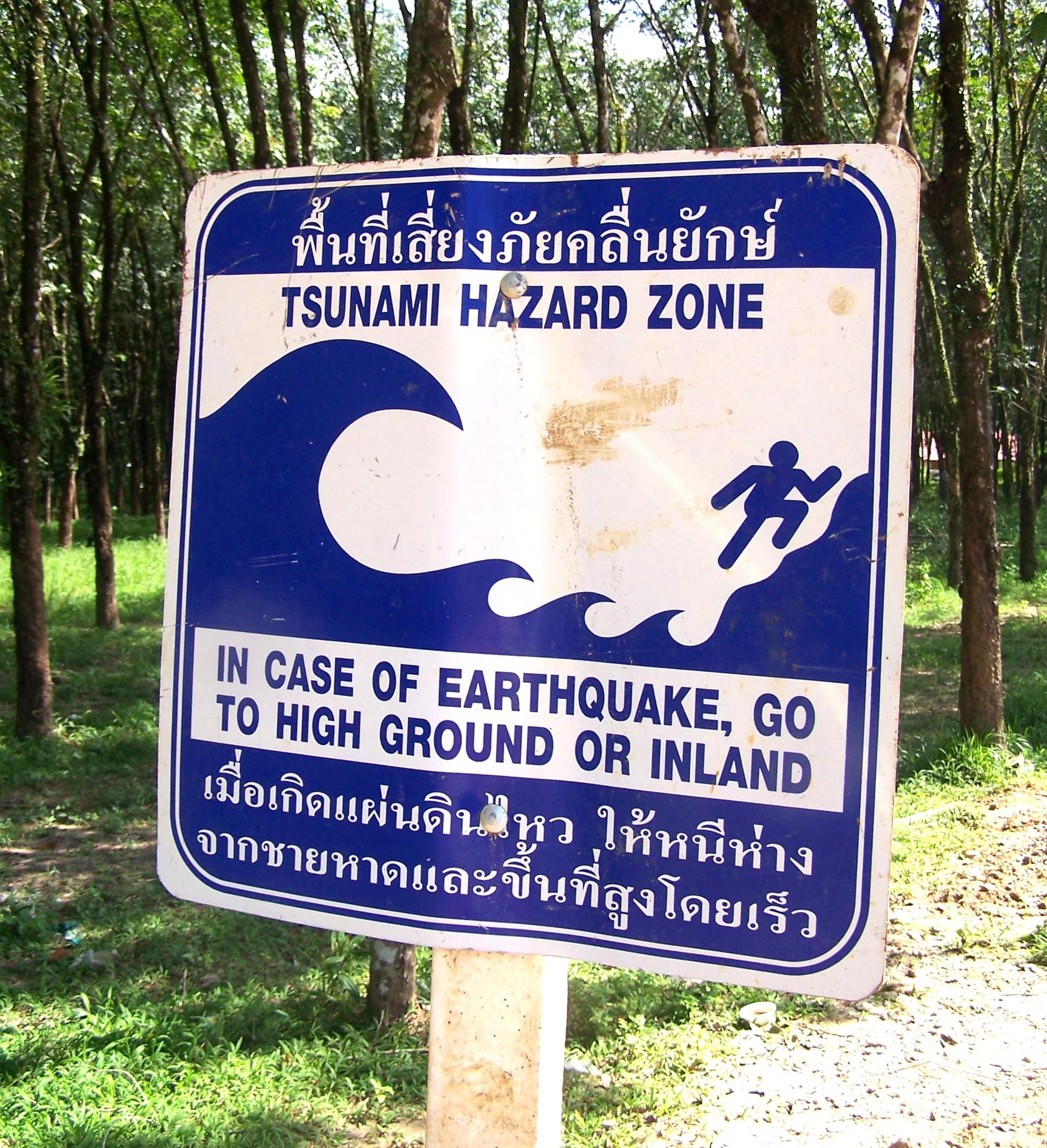
Panneau de prévention
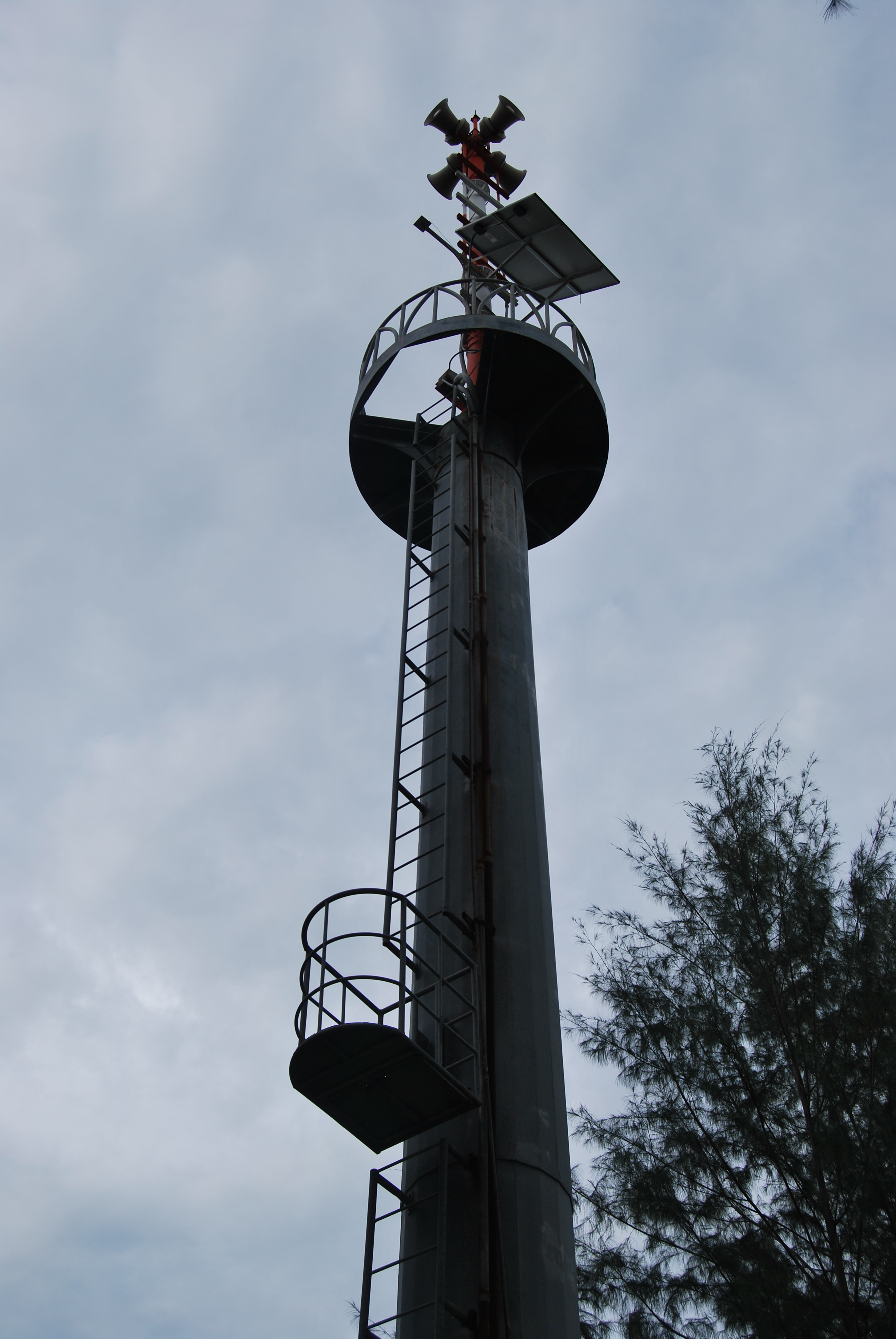
Tour d'alerte en cas de danger de tsunami